# 현대 에어로
현대 에어로(Hyundai Aero)는 1985년부터 2010년까지 생산된 현대자동차의 대형 상용 버스 차종이다.

## 사양
전형적인 후부엔진 - 후륜구동 (RR)방식의 대형 버스로서 11.6미터부터 12미터급까지, 스탠더드 데크부터 하이데크까지 여러 가지 모델이 구비되어 있으며 여러 가지 선택사양에 따라 에어로 퀸 하이 클래스는 관광부터 우등까지 다양하게 사용이 가능하다. 처음에는 현대자동차에서 면허 생산한 미쓰비시 후소의 직렬 6기통 엔진이나 V형 8기통 엔진을 얹어 출고하였으나 2세대 중기형부터는 미쓰비시 직렬 6기통 터보 인터쿨러 엔진을 개량한 현대의 Q-340엔진을, 하이클래스가 출시된 2002년부터는 현대 파워텍 엔진을 기본으로 얹어 출고하였다. 변속기는 파워텍 380까지 직진 5단/후진 1단의 다이모스 변속기를 적용하였고 410마력에만 직진 6단/후진 1단의 ZF사 수동변속기를 제공하였다. 에어로 스페이스 LD/LS 고급좌석형에 한하여 앨리슨 또는 ZF사의 자동변속기를 선택할 수 있었으나 판매부진으로 2001년부터 단종되었다. 1군 고속버스 업계에서 410마력 하이클래스는 천일고속에만 볼 수 있다.
2003년 6월~7월부터는 에어로 스페이스 LD/LS 모델에 광역직행버스용 CNG엔진인 Q-CNG 엔진을 선택사양으로 제공하고 있으며, 2006년 11월 유니버스가 출시된 이후 단종되기 직전에는 LD/LS에 하이클래스, 하이스페이스 모델에 쓰였던 프론트 스포일러, 리어 스포일러와 후면 가니쉬를 기본 제공하여 생산되었다.

## 모델

### 제 1세대 (MS7)
각진 형태를 한 1세대형 모델은 미쓰비시 후소 에어로 제 1세대 모델을 베이스로 1985년 2월부터 1995년까지 생산되었다. 1988년의 마이너 체인지로 하이데크급 차량의 와이드 서스펜션의 적용 및, 휠하우스가 반원형에서 사다리꼴로 변경되었으며, 1989년의 마이너체인지로 후면 유리창이 2매에서 1매로 변경되었으며, 에어로 600을 제외한 전모델의 속도등이 매립형으로 변경되었다. 에어로 600을 제외한 전모델이 1991년에 페이스리프트를 거쳐서 헤드라이트는 4등식 원형 타입에서 2등식 다각형 타입으로 변경되었고, 플라스틱 범퍼를 적용하였다. 1993년에는 하이데크급 차량에 17,737cc V8 엔진이 적용되었으며, 측면 유리창 끝부분의 플라스틱 가늬쉬가 간결한 모습으로 변경되었다. 후속차종은 베이스 모델의 후속차종인 미쓰비시 후소 에어로 제 2세대 모델과 공동개발로 만든 제 2세대 에어로이다.
- 에어로 600 : 후장축형 스탠더드 데크, 리프 서스펜션, 판스프링 서스펜션. D6AU, D6AV 자연흡기 엔진이 적용되었다.
- 에어로 E : 후장축형 고속버스 스탠더드 데크, 에어 서스펜션. D6AU 자연흡기 엔진 및, 선택 사양으로 D6AZ 터보 엔진이 적용되었다.
- 에어로 L/D Express : 후장축형 스탠더드 데크, 에어 서스펜션. D6AZ 터보 엔진 또는 D8AY V8 엔진이 적용되었다.
- 에어로 H/D Express : 후장축형 하이 데크. 당초에는 D8AY V8 엔진이 적용되었으나, 1993년부터는 배기량이 늘어난 D8AA V8 엔진이 적용되었다.
- 에어로 퀸 : 후장축형 하이 데크, 우등고속형. 당초에는 D8AY V8 엔진이 적용되었으나, 1993년부터는 배기량이 늘어난 D8AA V8 엔진이 적용되었으며, D8AW V8 터보 엔진이 소수 적용되기도 하였다.

### 제 2세대 (MS8)
일명 유선형 에어로라고 부른다. 미쓰비시 후소 에어로 제 1세대 모델을 베이스로 만든 에어로 제 1세대 모델과 달리 미쓰비시 후소 에어로 2세대 모델과 공동개발로 만들어져서 1995년 후반기부터 생산되었으며 1997년부터 에어로 스페이스급에 Q-310 엔진이 선택사양으로 적용되었으며, 1999년부터는 에어로 익스프레스 급에 Q-340엔진, 2000년 10월부터는 파워텍 엔진을 얹었다. 2000년에 페이스리프트되어서, 헤드라이트가 2등식 타입은 크롬 도금 장식이 가미되었고, 2등식 타입, 4등식 타입 모두 공격적이고 미래적인 외형의 프런트 마스크가 되었다. 2002년 하반기엔 마이너 체인지를 거쳐 2003년식이 선보였는데, 전 차량 모두 뒷면 그릴 디자인이 세로형에서 가로형으로 변경되었고, 승객석 창틀에 하부 개폐창은 2/3 하부 개폐창 타입이 삭제되면서 통유리 사양은 최후방 하부 개폐창이 2/3 타입에서 1/3 타입으로 변경되었고, 그 중 헤드라이트가 4등식 타입인 사양(에어로 스페이스 LD 전차량, LS 전중비 사양 등에는 기본 적용)은 4등식 사각형 타입에서 4등식 원형 타입으로 변경되었다. 동시에 에어로 하이 스페이스 및 에어로 퀸, 익스프레스 등에 하이클래스가 추가되었다.
초기 모델에는 독립 서스펜션과 팝업식 후방카메라 옵션이 존재하였으나, 적용율이 상당히 낮았기 때문에 2002년 하반기에 마이너 체인지를 거쳐 2003년식이 선보이면서 사라지게 되었다. 2010년에 단종되었다.
국산 대형버스 최초로 전착도장을 적용하였다.
- 에어로 스페이스 LD : 11.6m, 스탠더드 데크, 판스프링 서스펜션
- 에어로 스페이스 LS : 11.6m, 스탠더드 데크, 에어서스펜션
- 에어로 익스프레스 LDX : 12.0m, 스탠더드 데크[7], 에어서스펜션
- 에어로 익스프레스 HSX : 12.0m, 하이 데크[8]
- 에어로 퀸 : 12.0m, 하이 데크, 우등좌석형
- 에어로 하이 스페이스 : 12.0m, 스탠더드 데크, 에어서스펜션, 우등·일반 겸용[9]
- 에어로 익스프레스 하이 클래스 : 12.0m, 하이 데크[10]
- 에어로 퀸 하이 클래스 : 12.0m, 하이 데크, 우등좌석형[11]
- 에어로 컨셉 : 12.0m, 하이데크[12]

## 갤러리

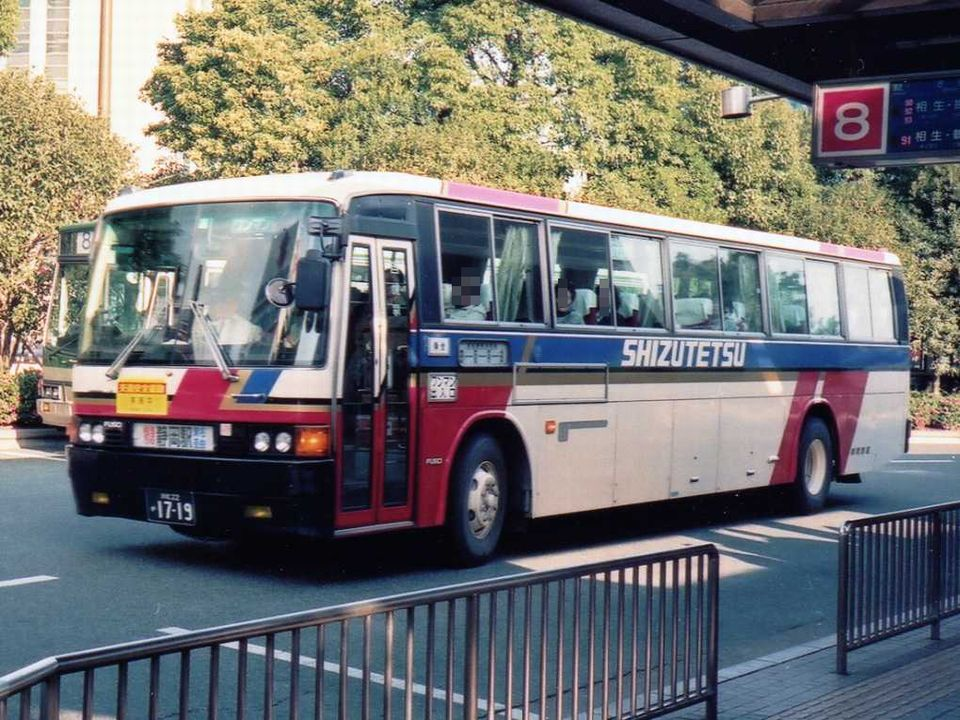
1세대 현대 에어로의 원형인 MS7 계열 미쓰비시후소 에어로 버스 스탠더드 데크 사양
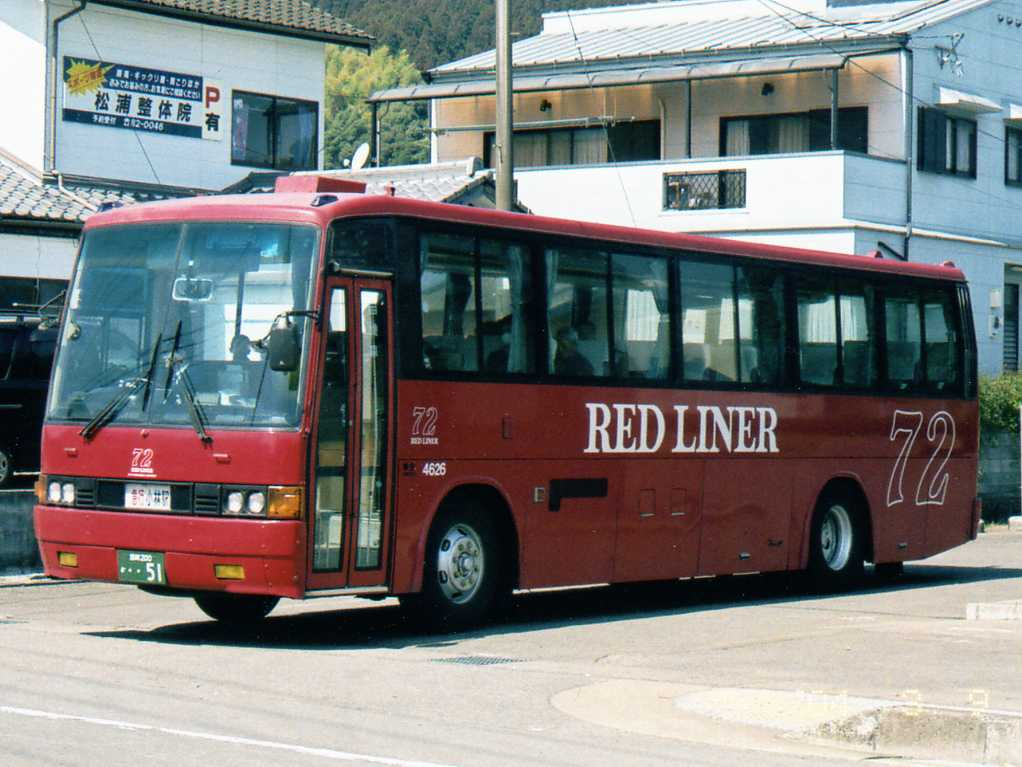
1세대 현대 에어로의 원형인 MS7 계열 미쓰비시후소 에어로 버스 하이데크 사양
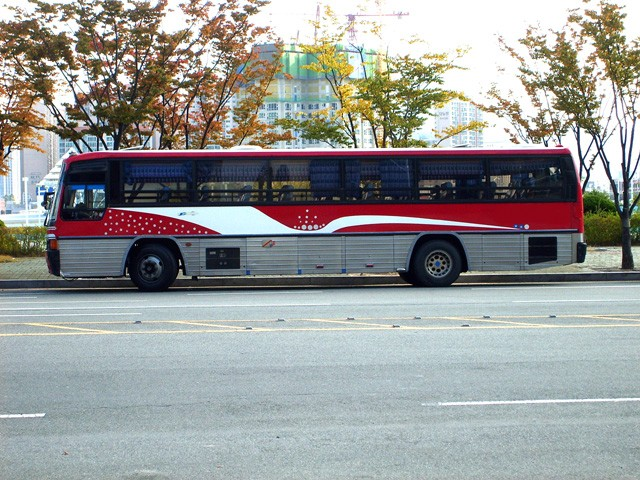
판스프링 서스펜션을 사용한 현대 에어로 600
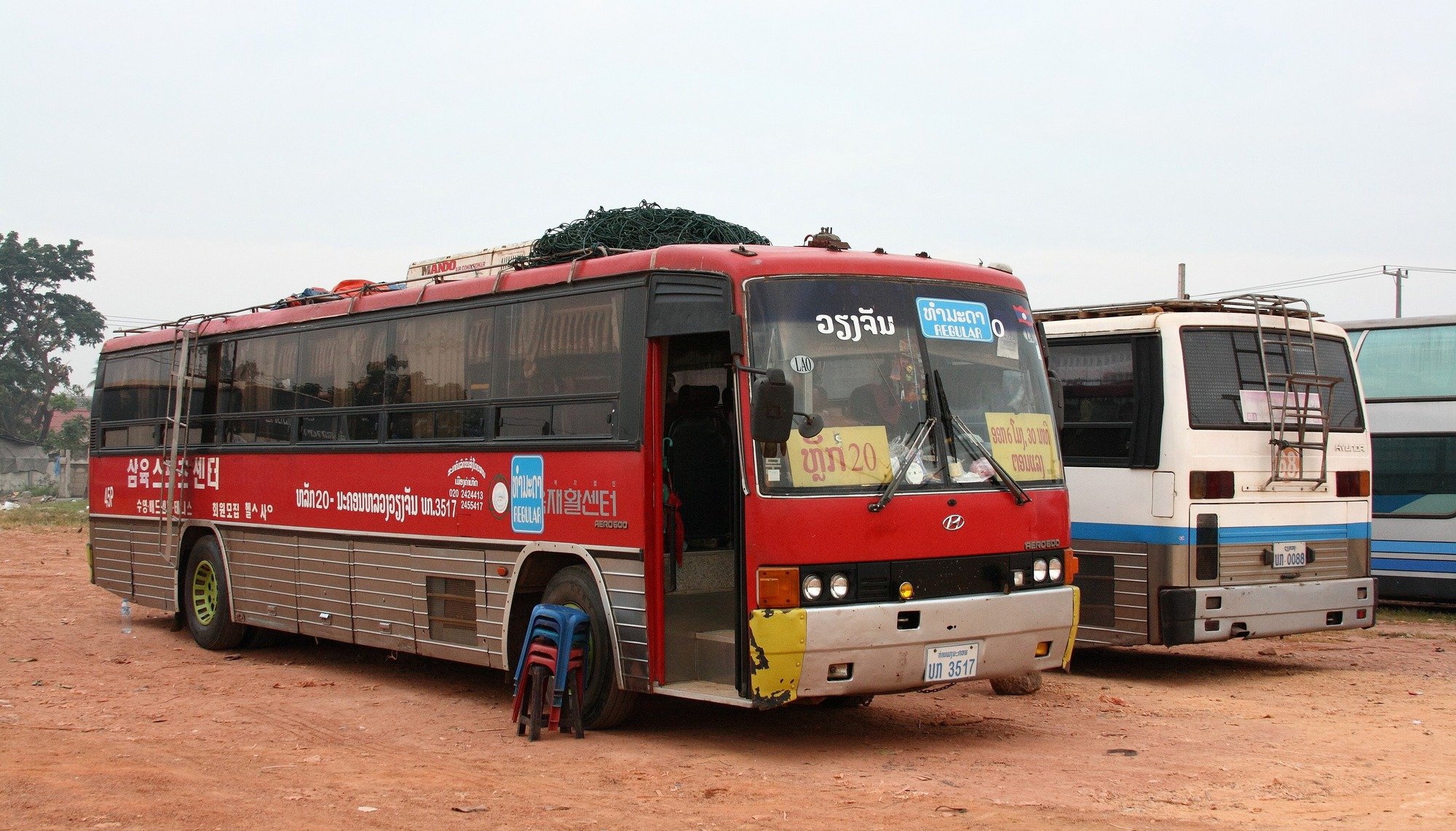
라오스로 중고 수출된 에어로 600
러시아로 중고 수출된 에어로 600[13]
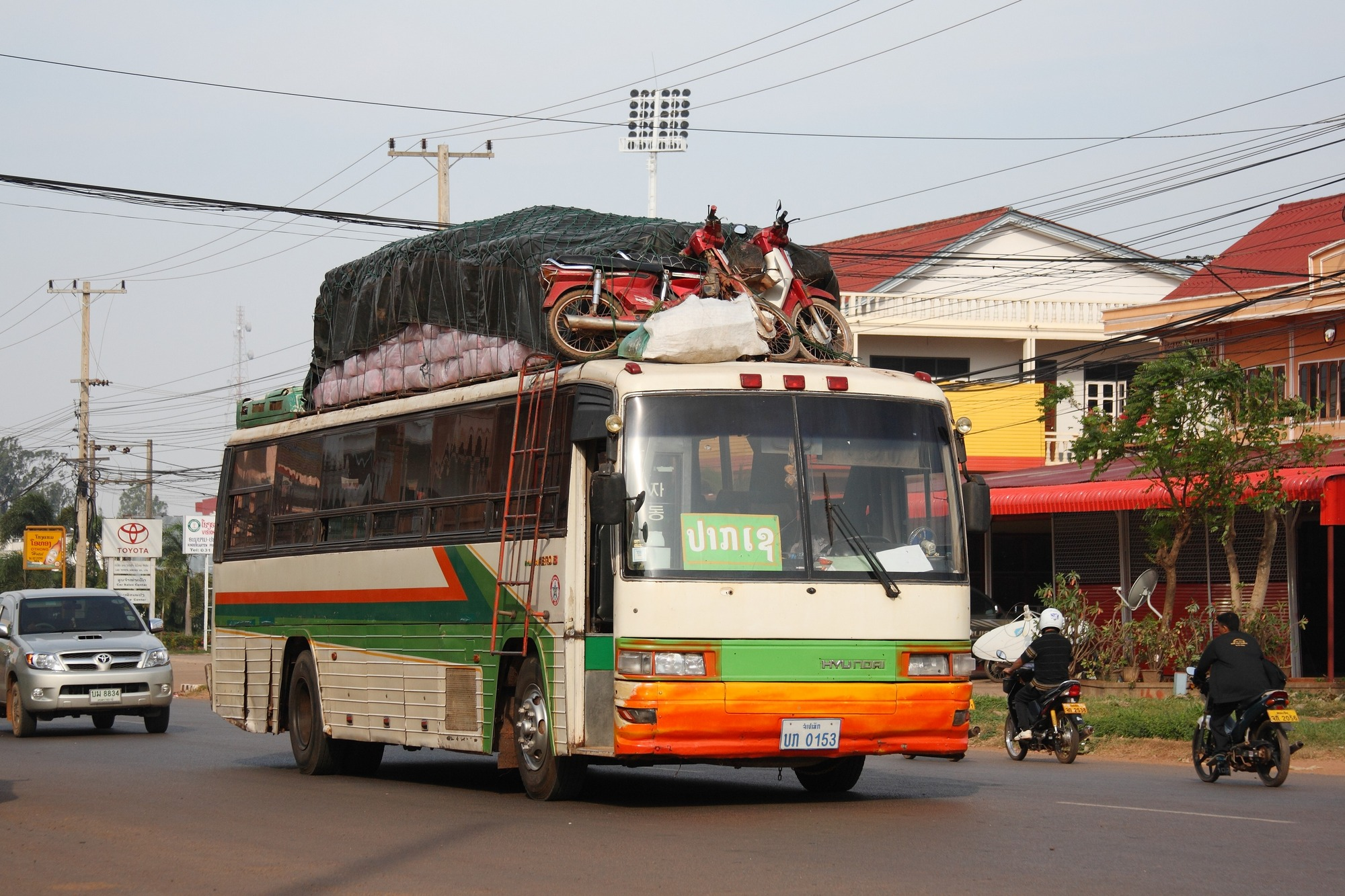
라오스로 중고 수출된 에어로E 폴딩도어 사양
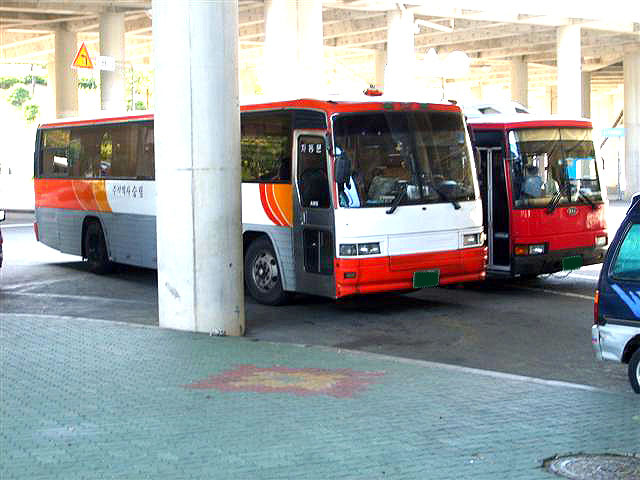
아시아 코스모스와 같이 주차되어 있는 현대 에어로 E
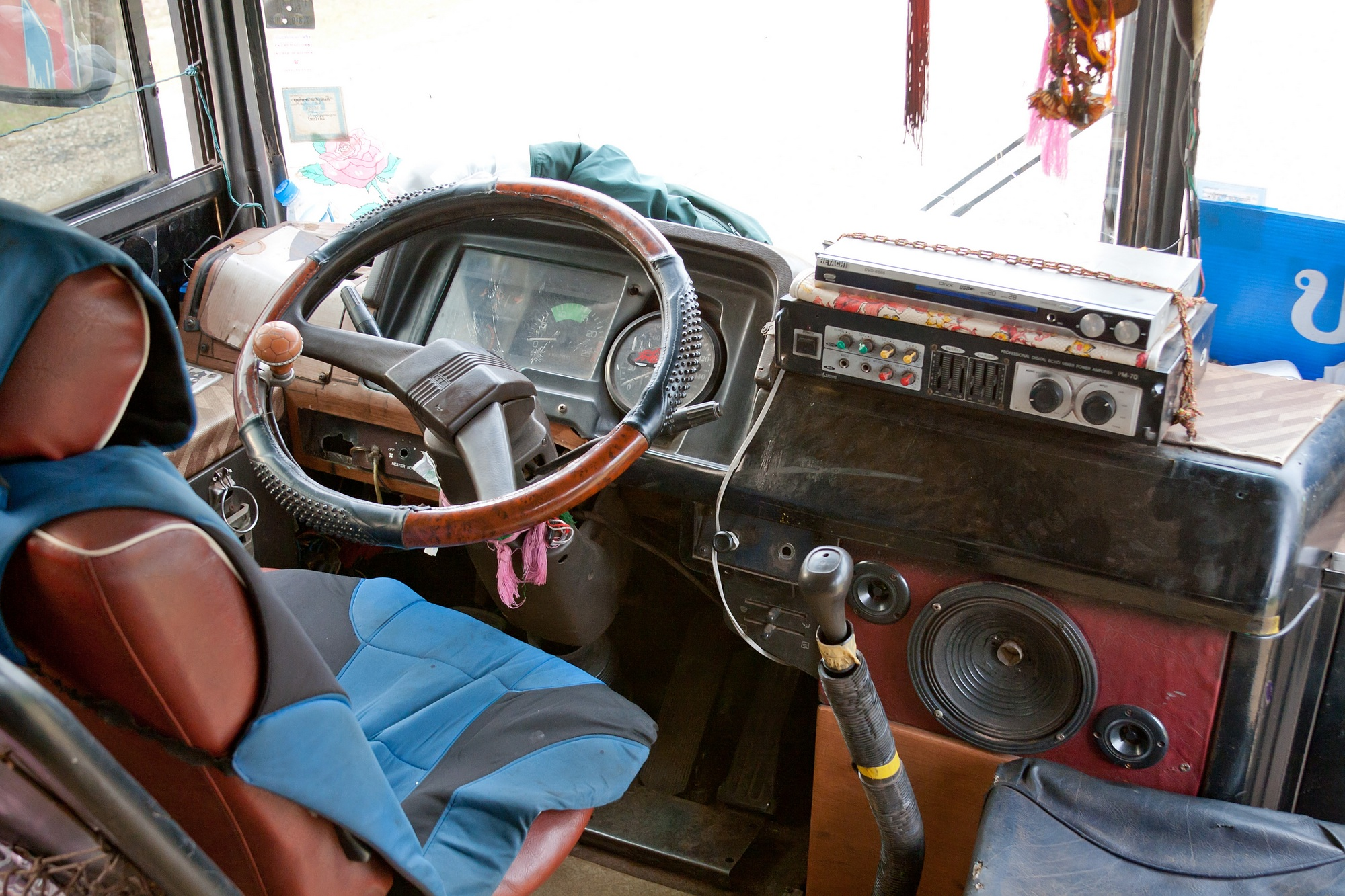
1세대 에어로 버스의 운전석
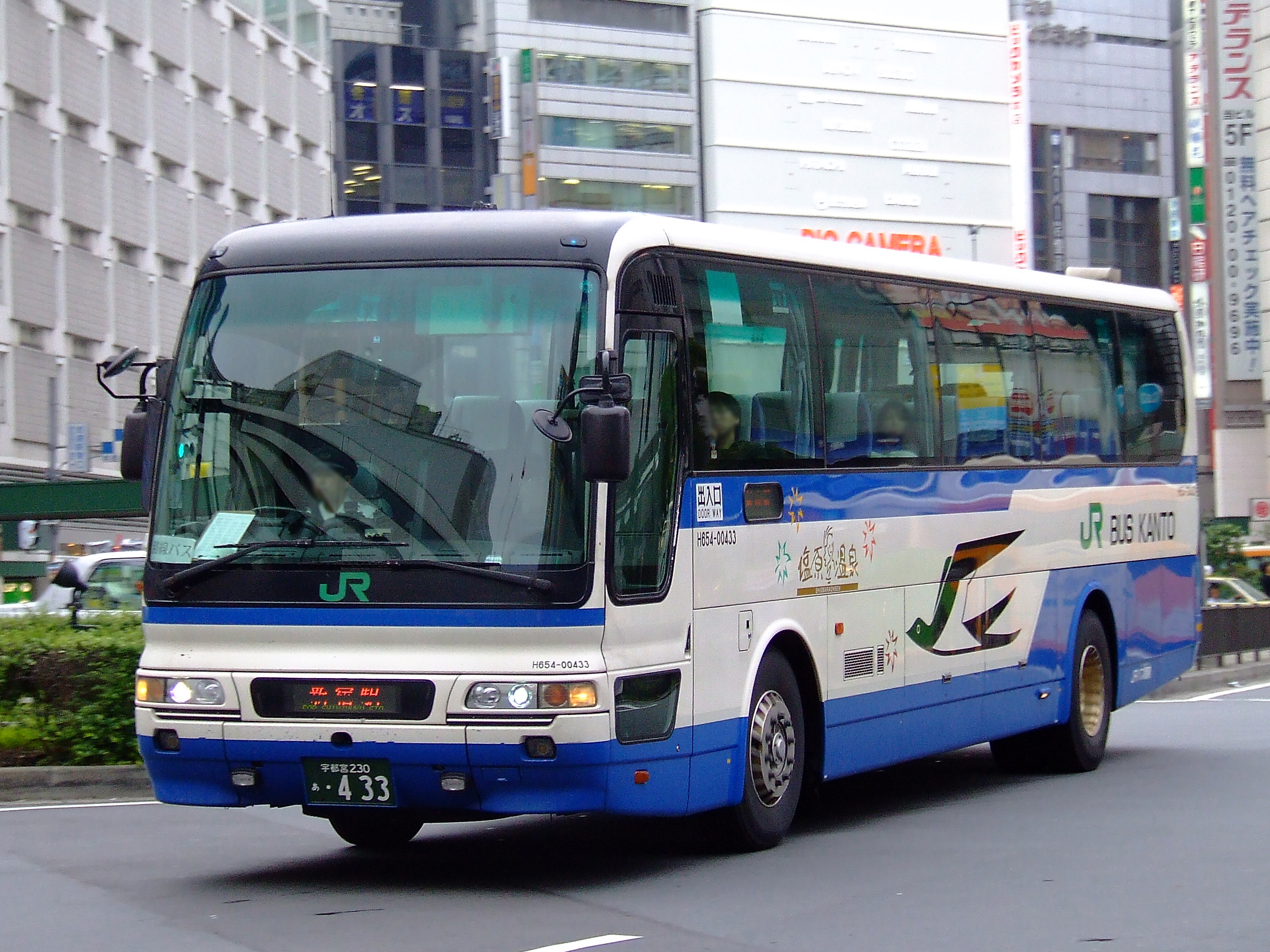
2세대 현대 에어로의 원형인 미쓰비시후소 에어로 버스
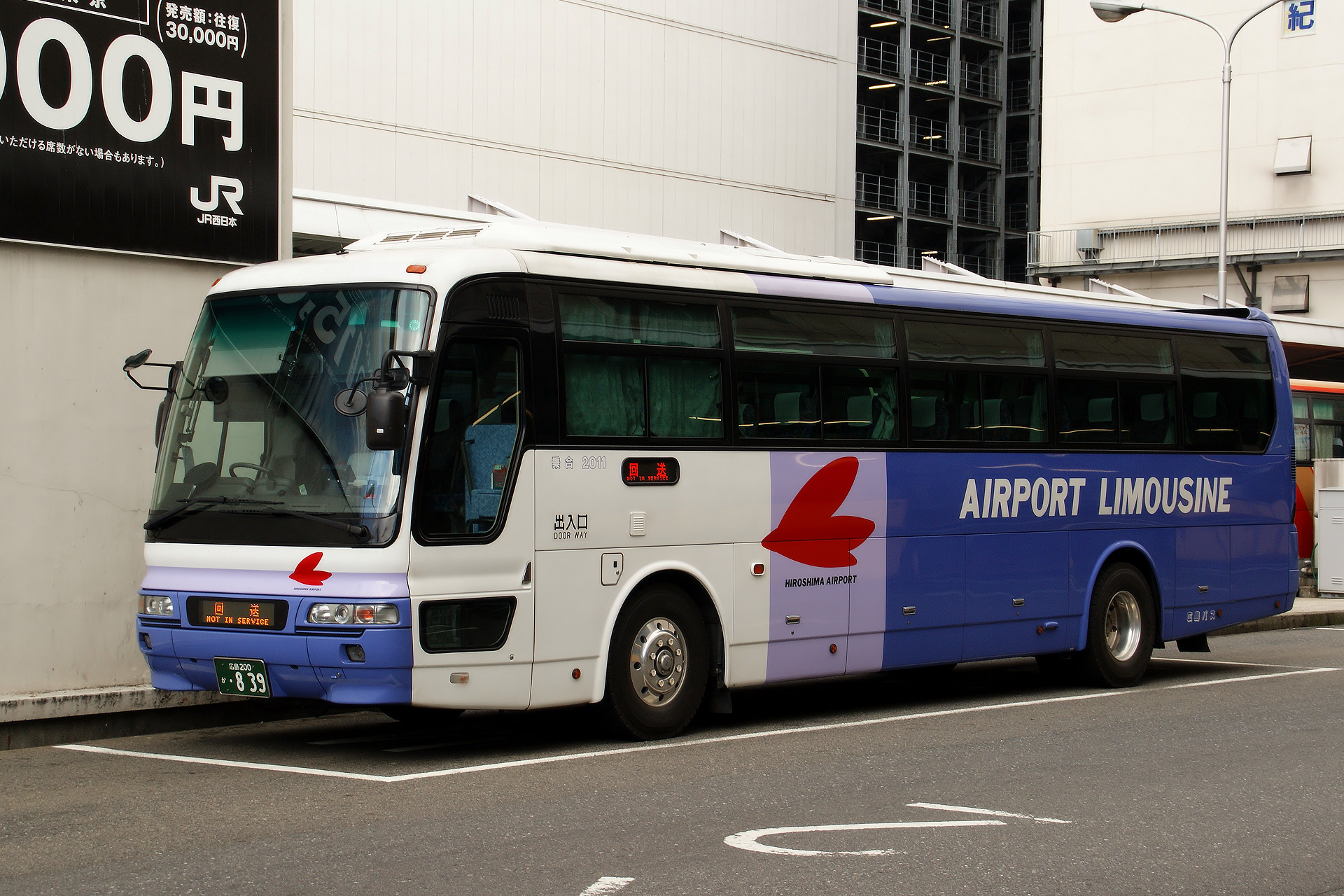
2세대 현대 에어로의 원형인 미쓰비시후소 에어로 버스
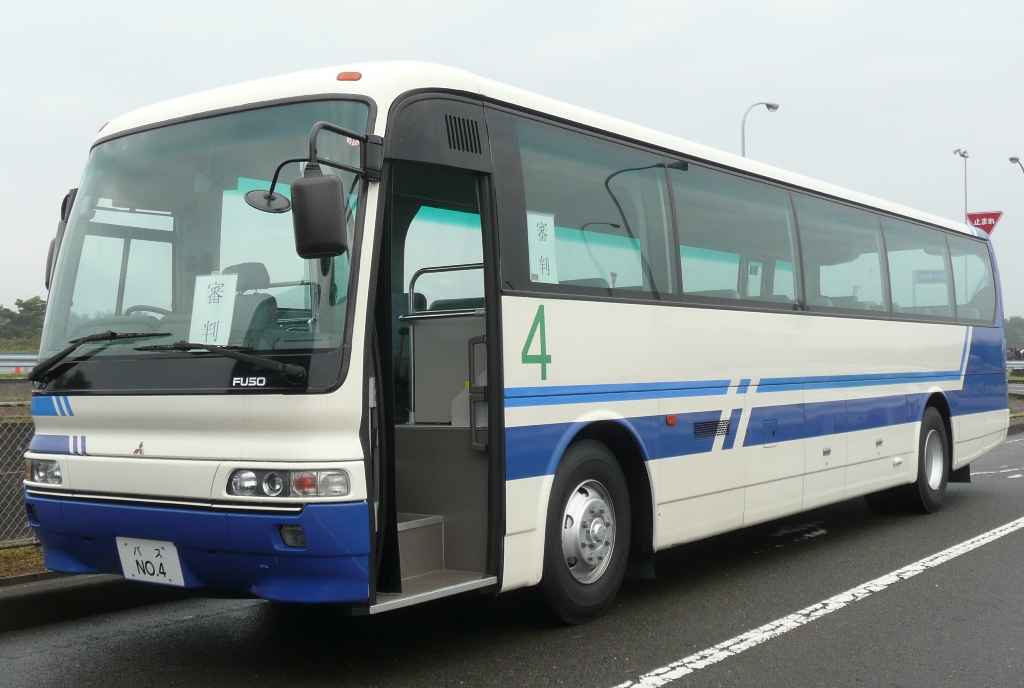
2세대 현대 에어로의 원형인 미쓰비시후소 에어로 버스
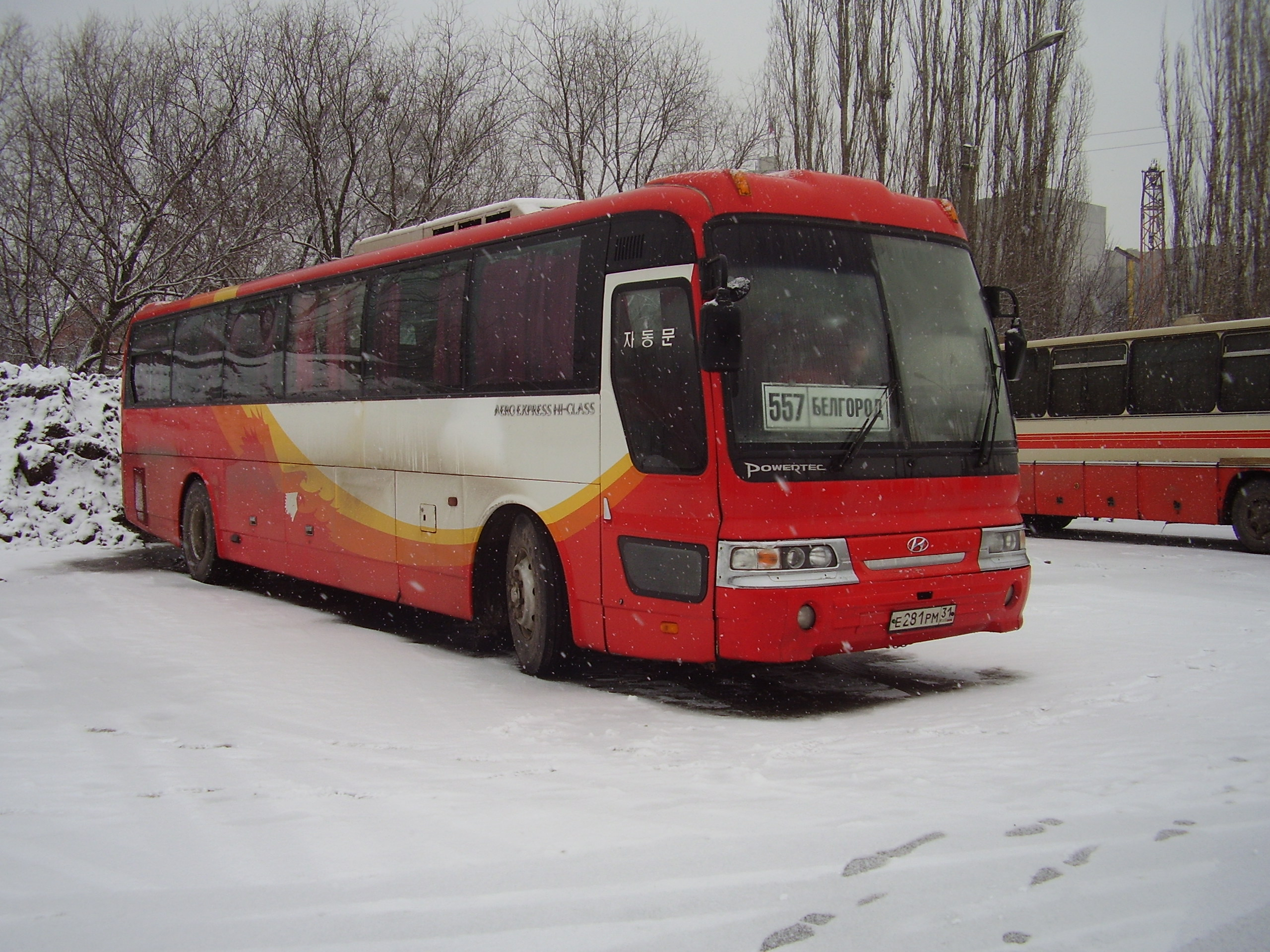
현대 에어로 스페이스 개조차량
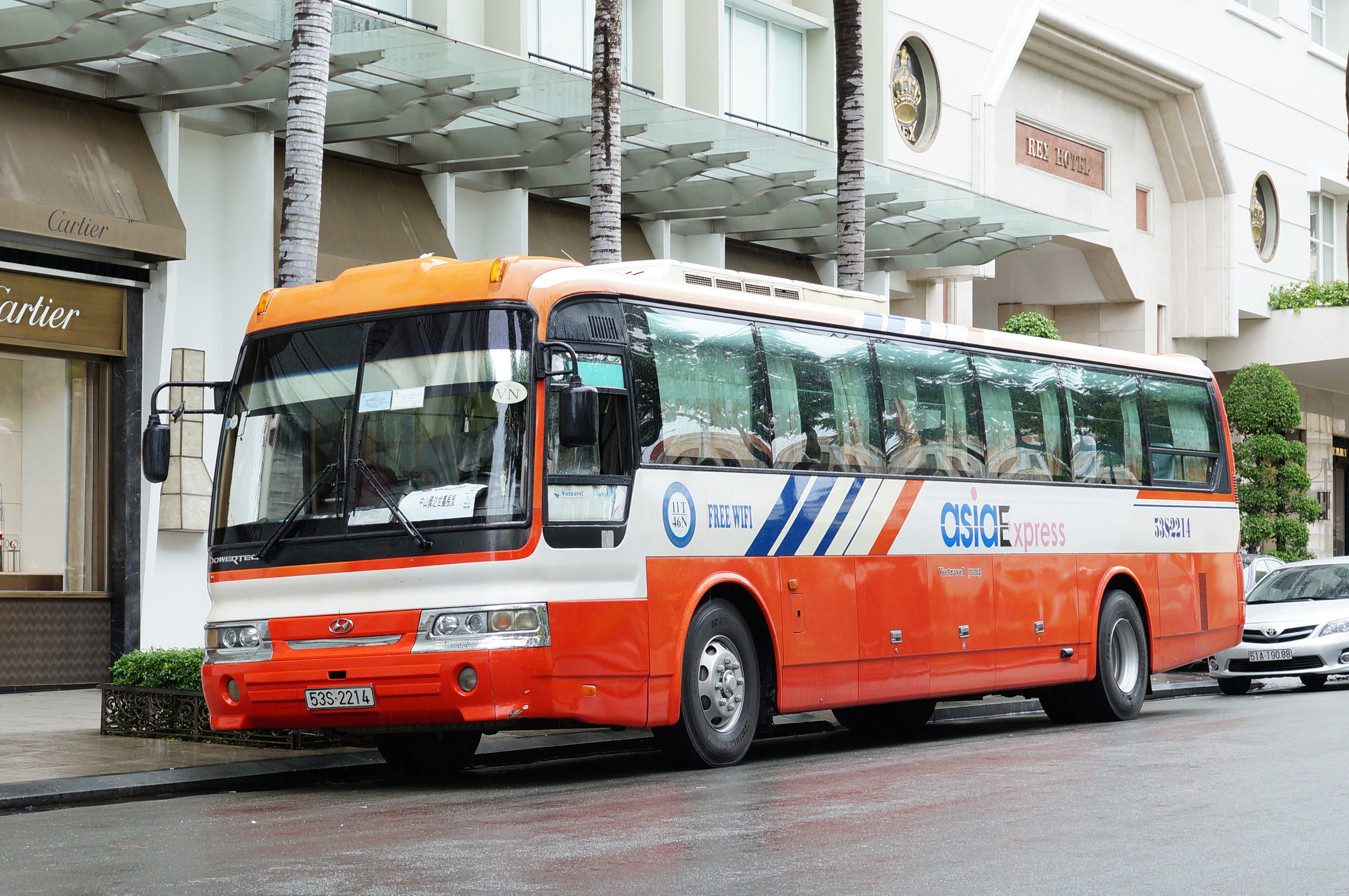
에어로 익스프레스 수출형
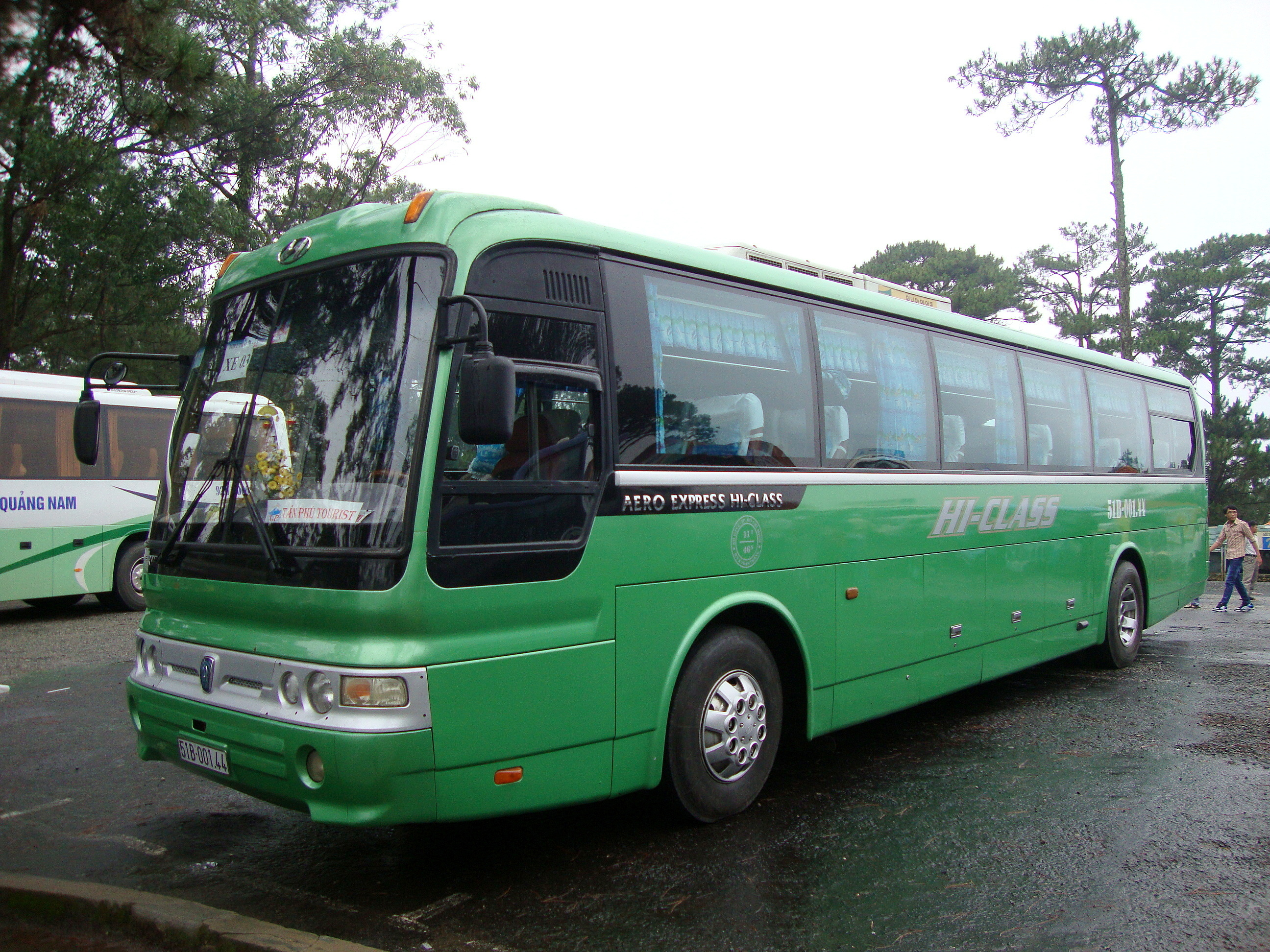
에어로 익스프레스 수출형
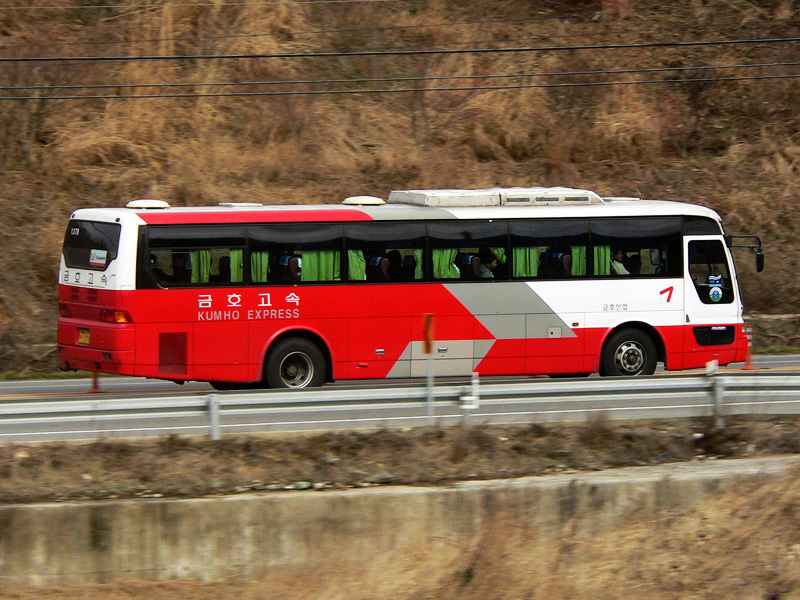
국도를 달리는 금호고속 소속 에어로 스페이스 LS
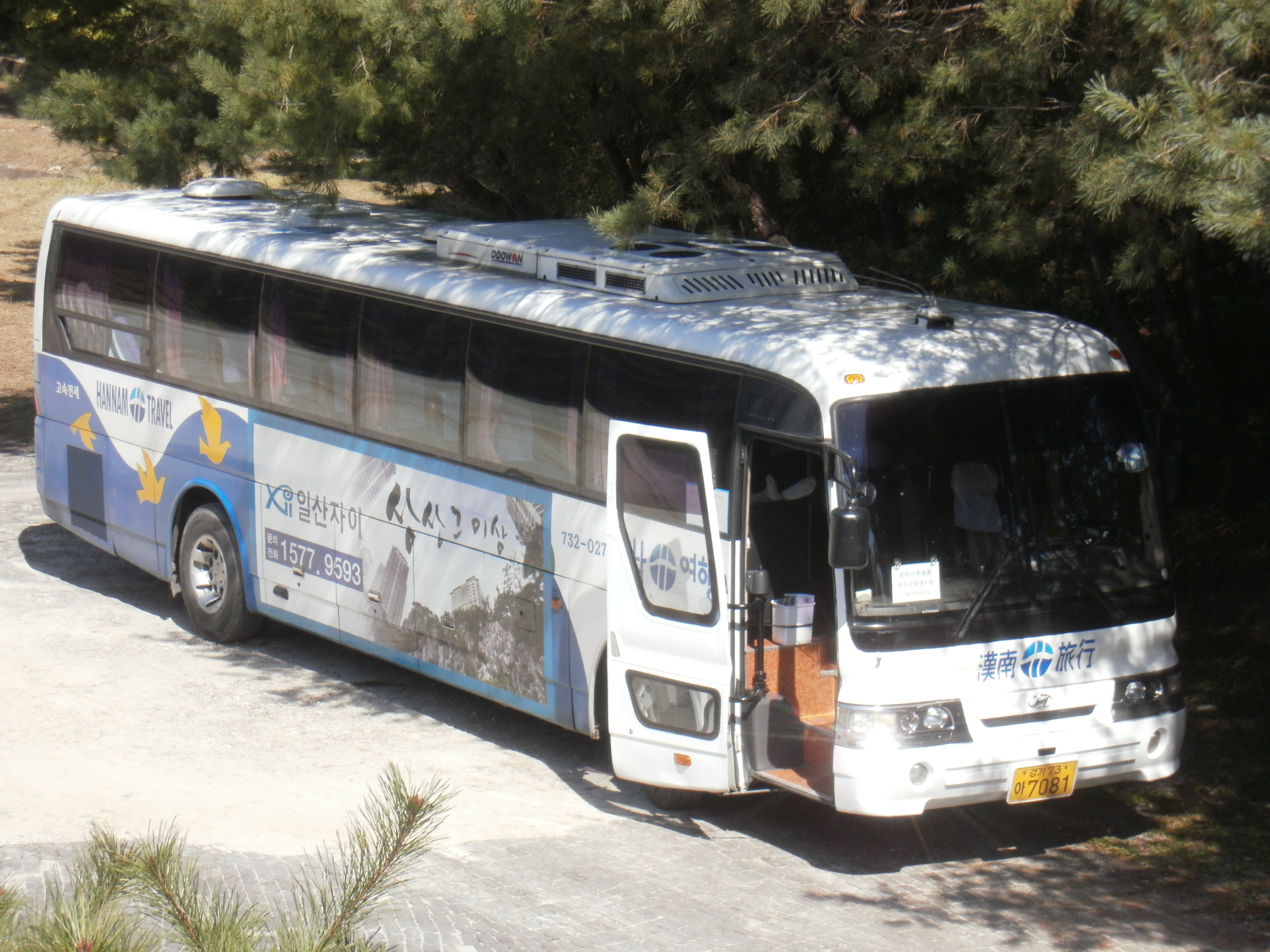
한남여행 소속 에어로 스페이스 LS
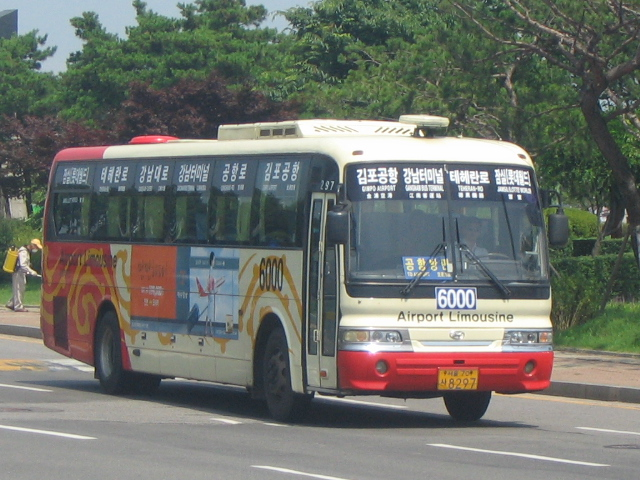
공항리무진 소속 서울공항버스 6000번 에어로 스페이스 LS
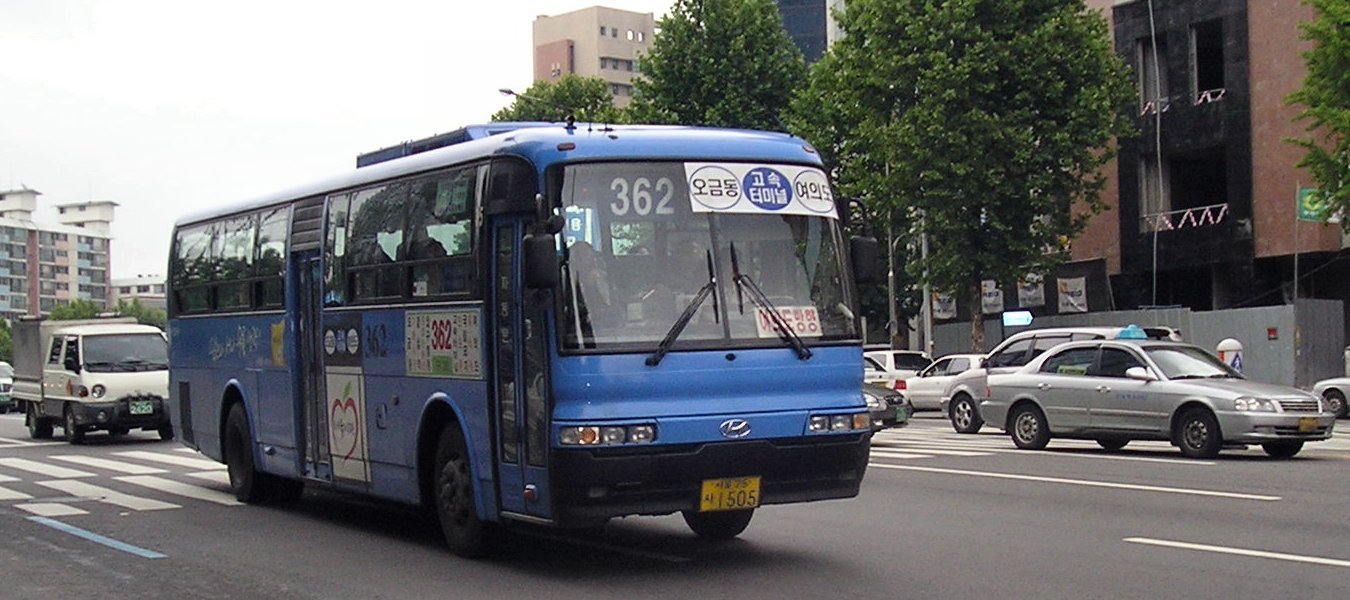
태진운수 소속 서울시내버스 362번 에어로 스페이스 LS
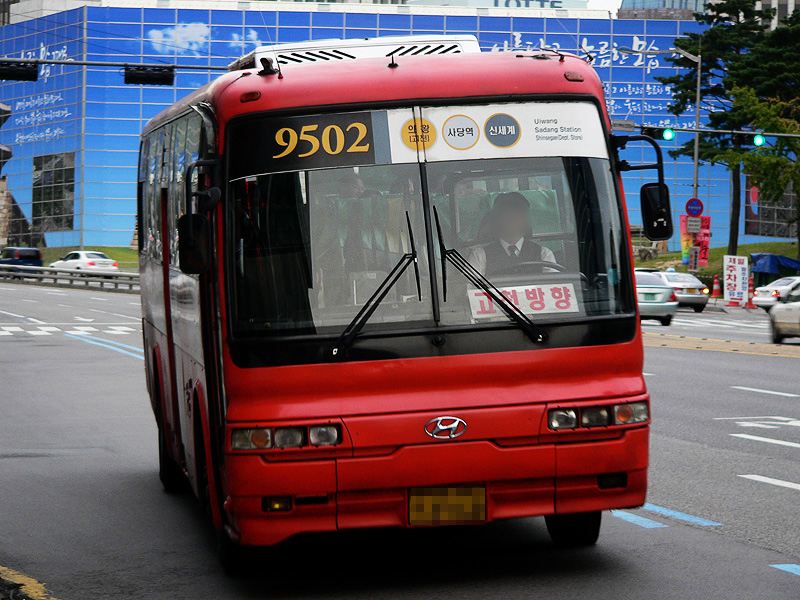
우신버스 소속 서울시내버스 9502번 (현 502번) 에어로 스페이스 LS
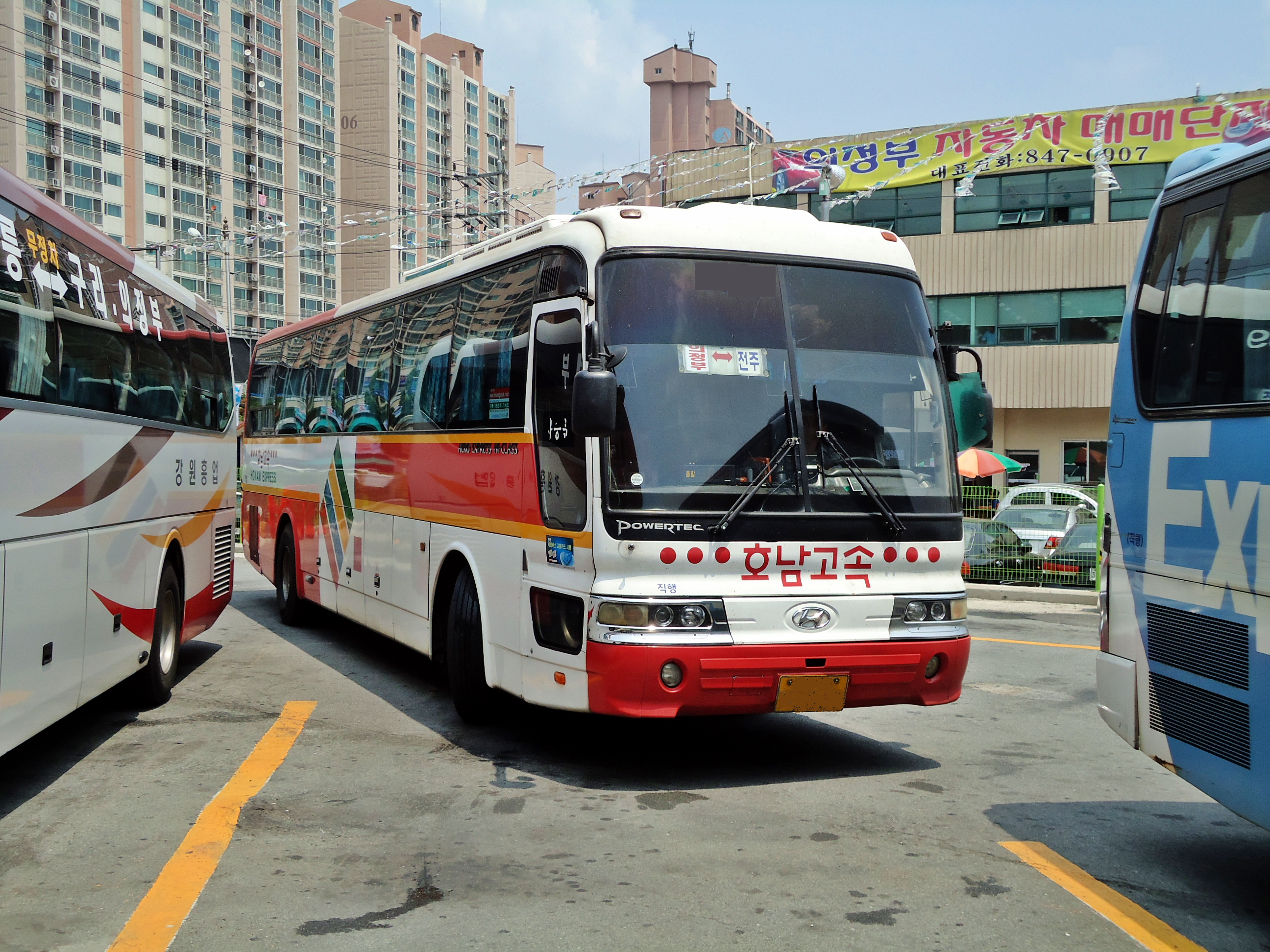
호남고속 에어로 익스프레스 하이 클래스 2002년식(에어로 익스프레스 HSX 외부개조 차량)
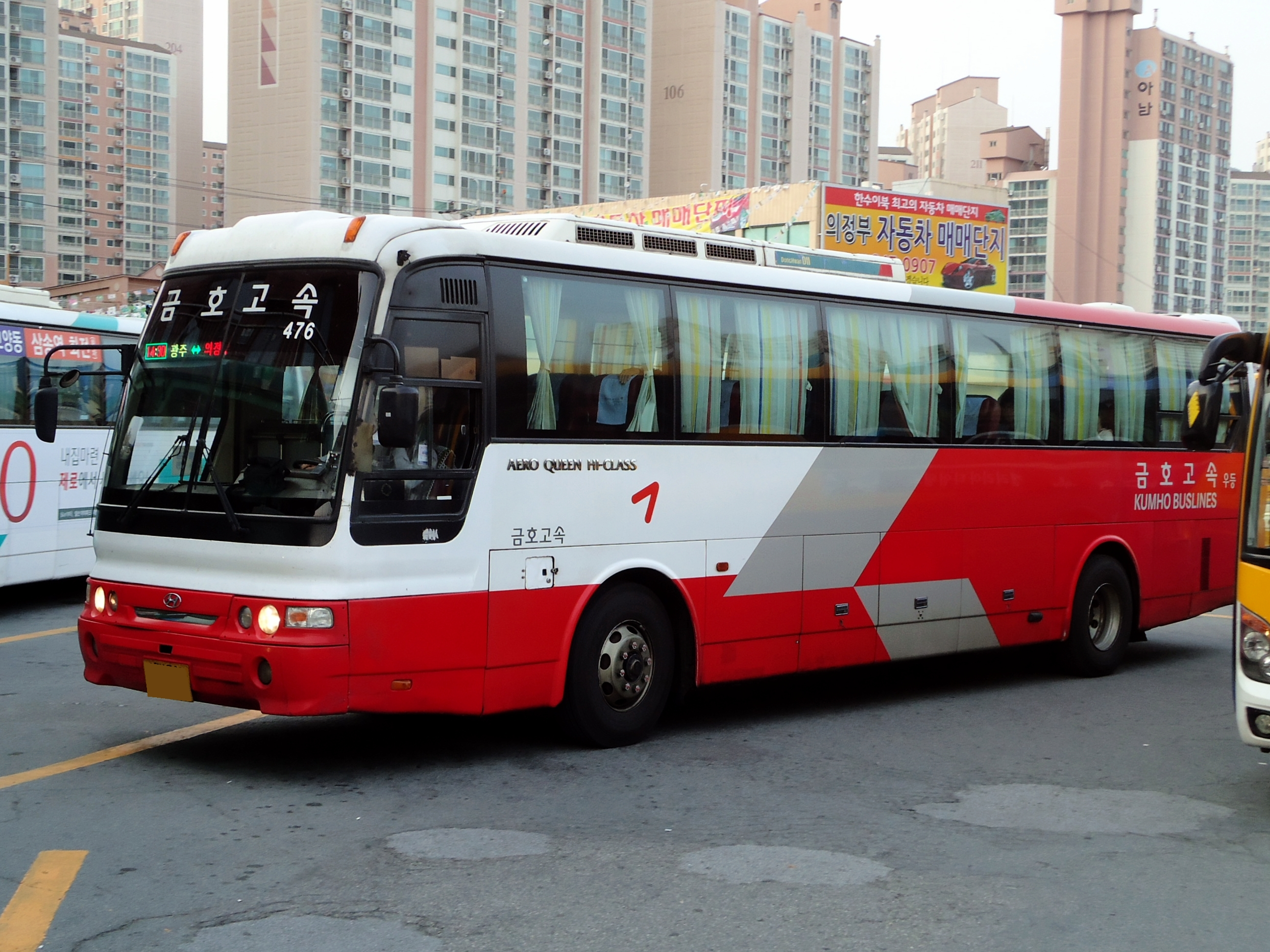
금호고속 에어로 퀸 하이클래스 2003년식
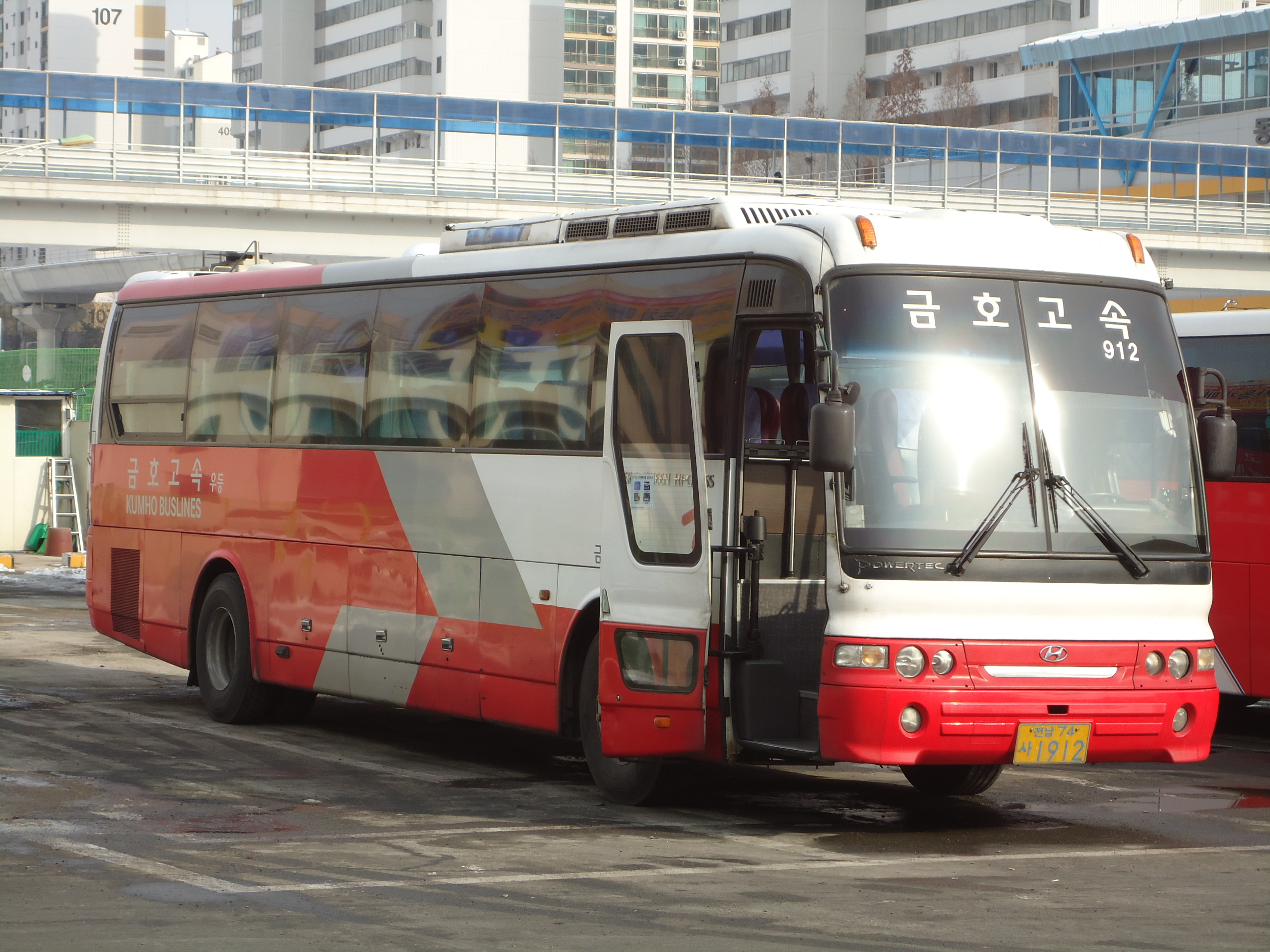
금호고속 에어로 퀸 하이클래스 2003년식
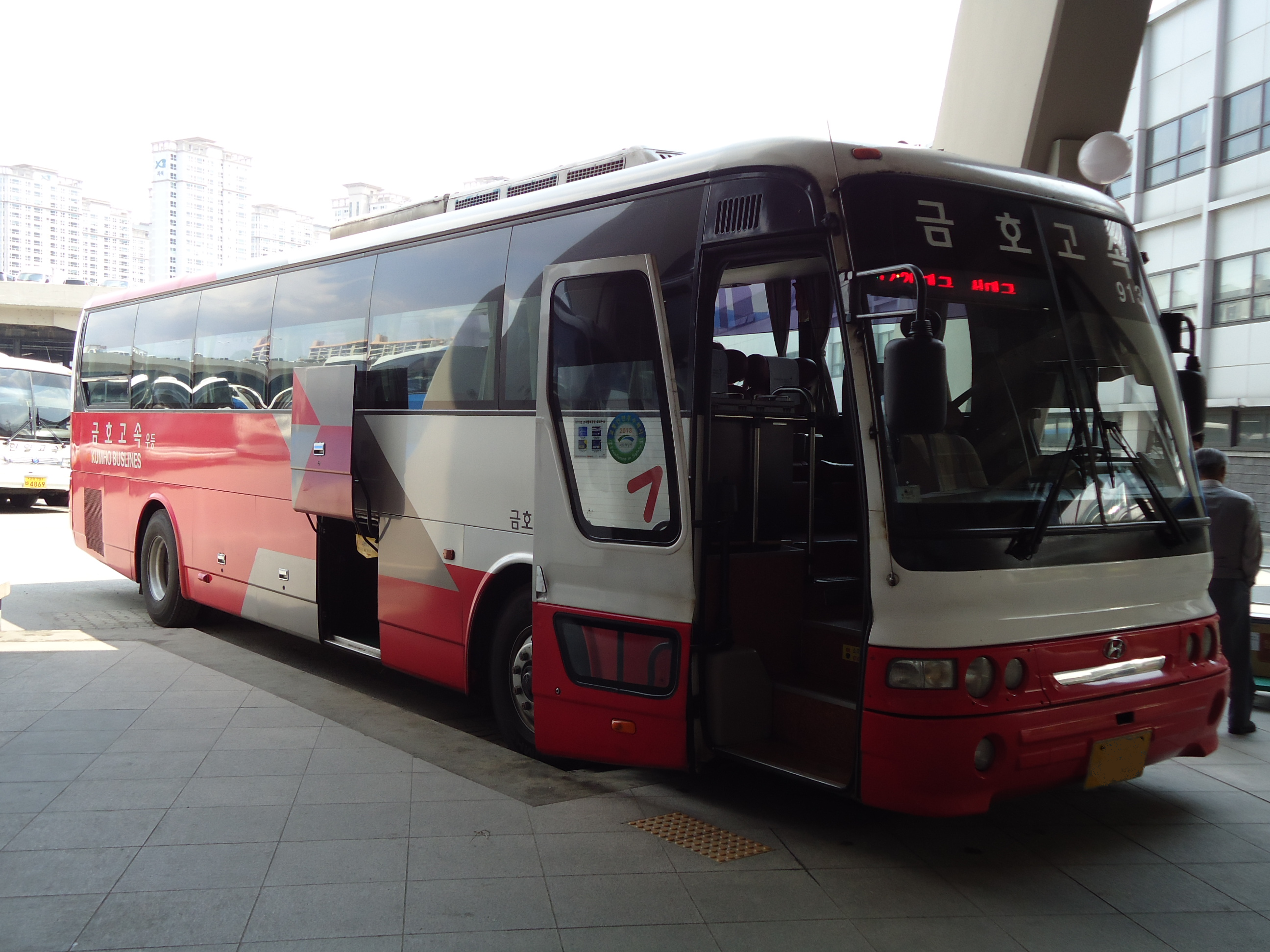
금호고속 에어로 퀸
금호고속 에어로 퀸 2004년식
강인여객 소속 인천시내버스 103번 에어로 스페이스 LS(현재는 현대 뉴슈퍼에어로시티 F/L로 대차)
강인여객 소속 인천시내버스 103-1번 에어로 스페이스 LS
강인여객 소속 인천시내버스 111번 에어로 스페이스 LS(현재는 현대 뉴슈퍼에어로시티 F/L로 대차)
강인여객 소속 인천시내버스 111-2번 에어로 스페이스 LS(현재는 현대 뉴슈퍼에어로시티 F/L로 대차)
강인여객 소속 인천시내버스 303번 에어로 스페이스 LS
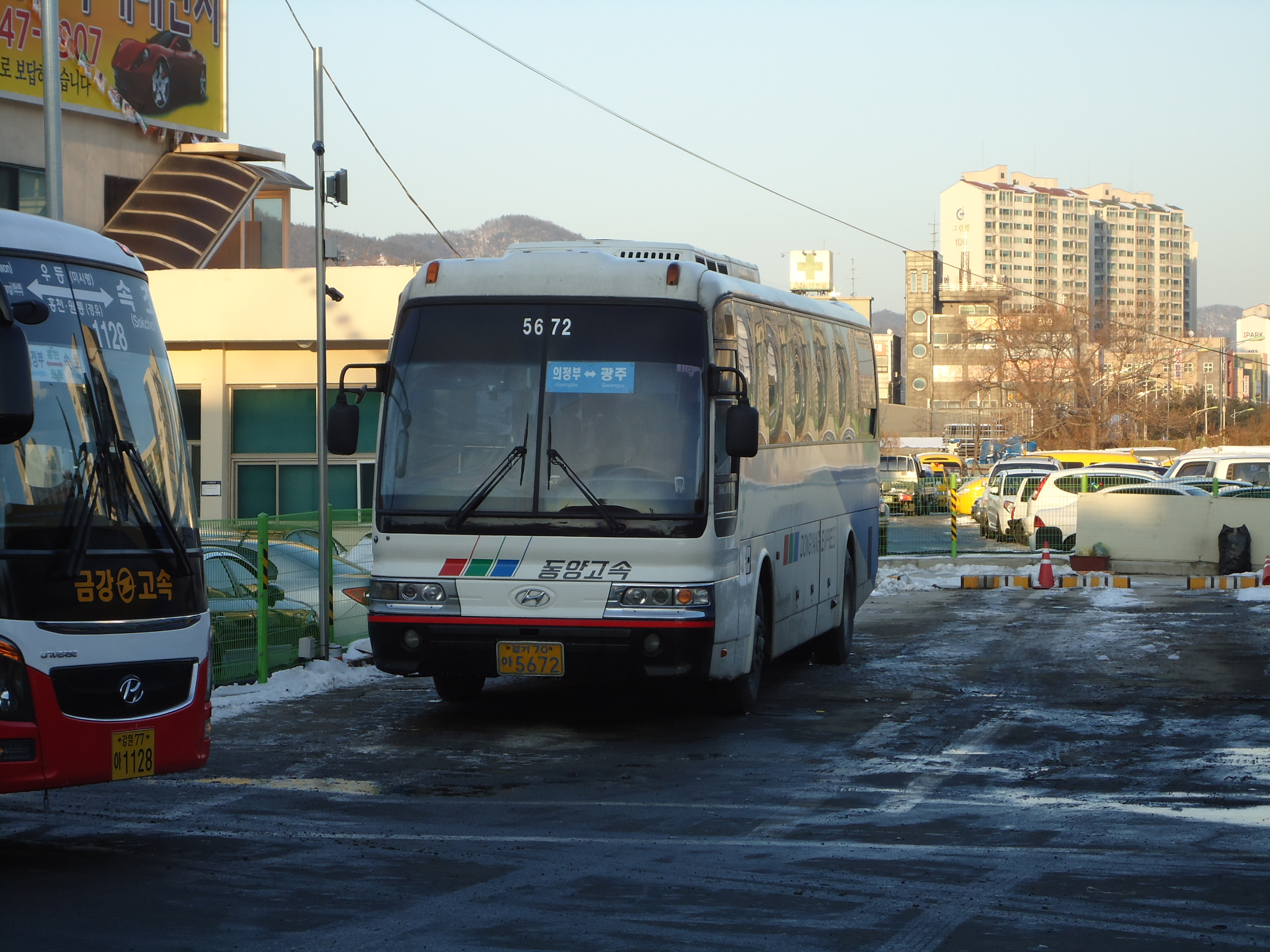
동양고속 에어로 퀸 하이 클래스(구 한진고속 출신)
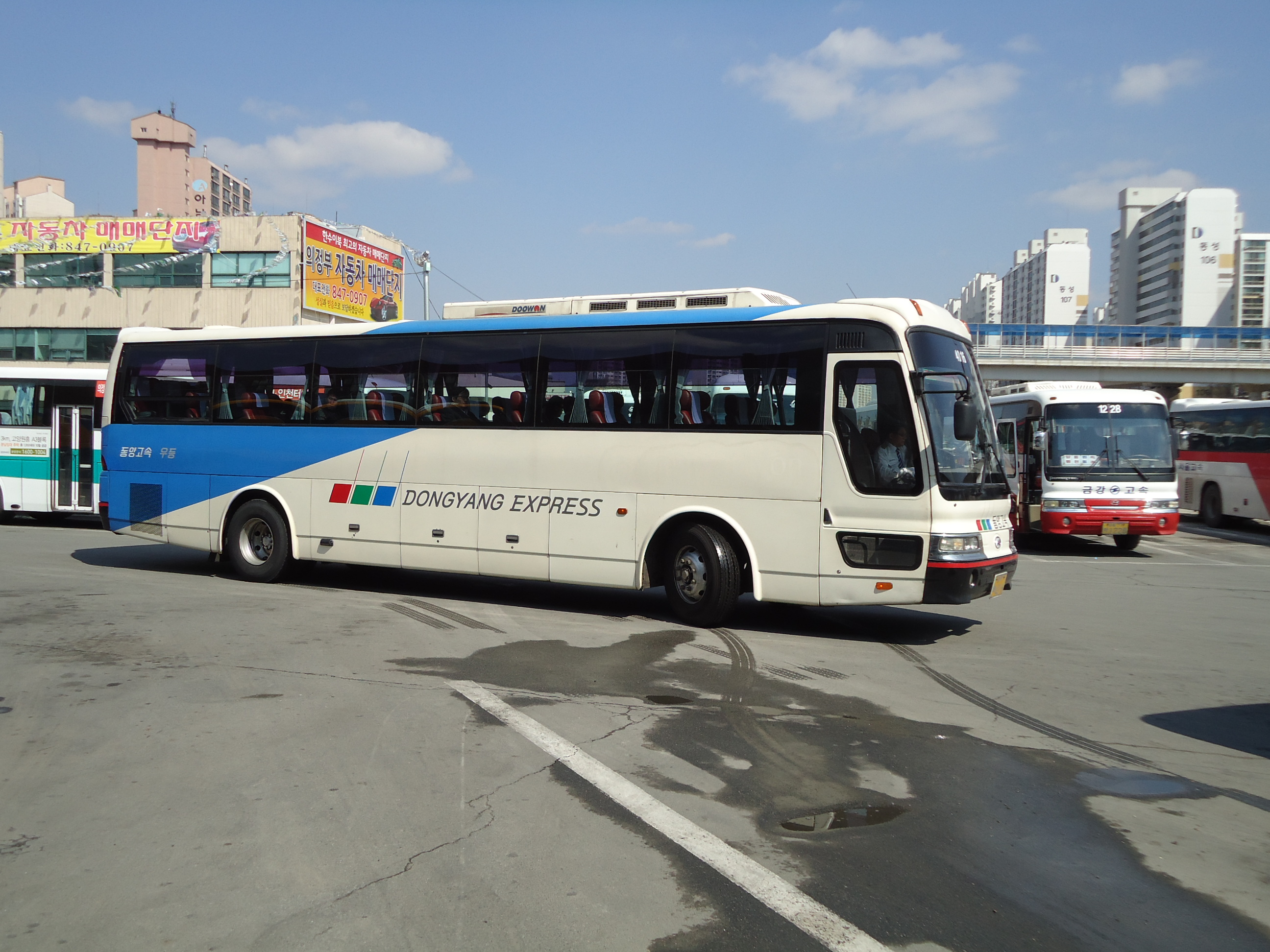
동양고속 에어로 퀸 하이 클래스 2004년식
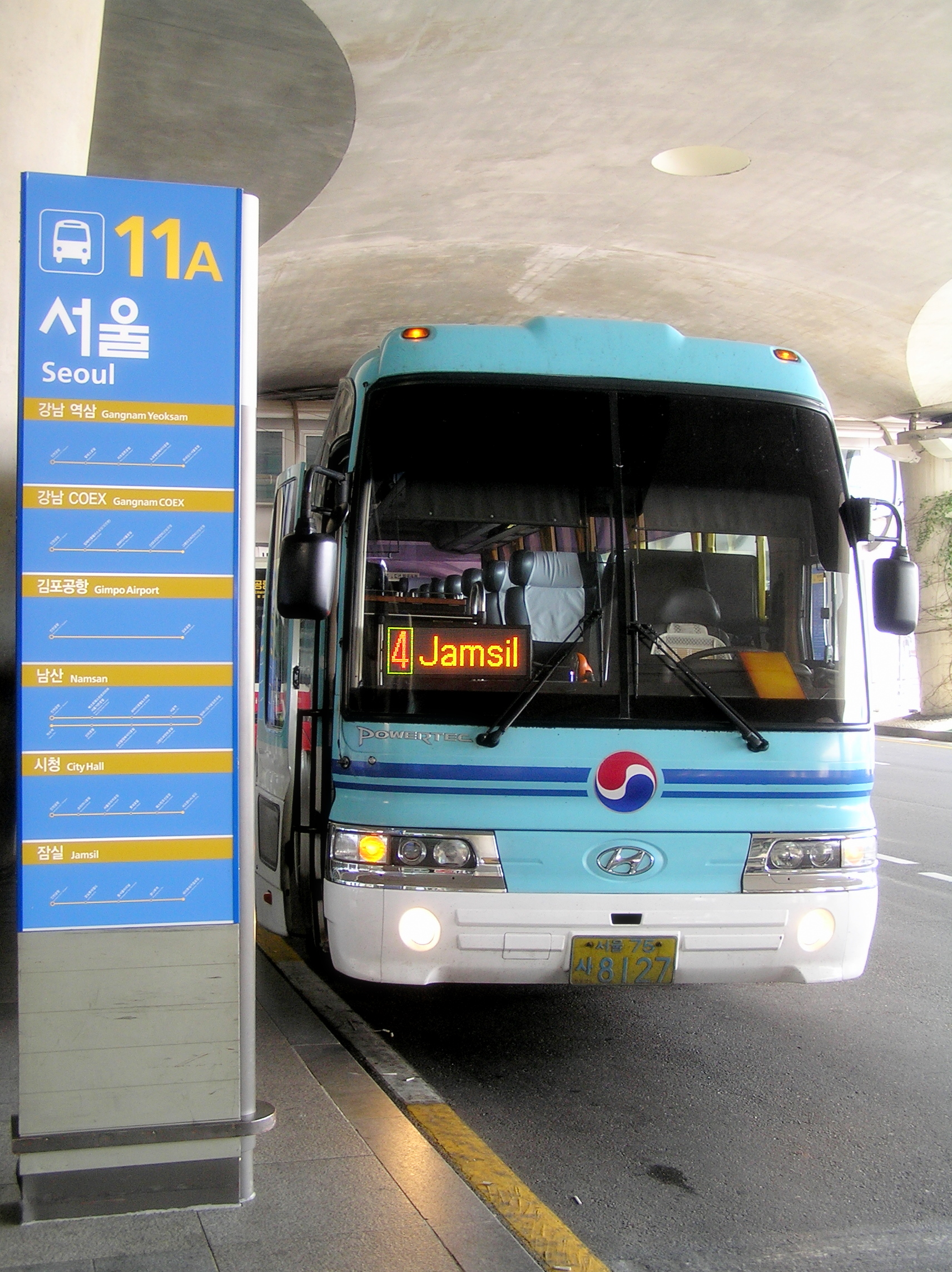
대한항공 공항리무진 에어로 퀸 하이클래스
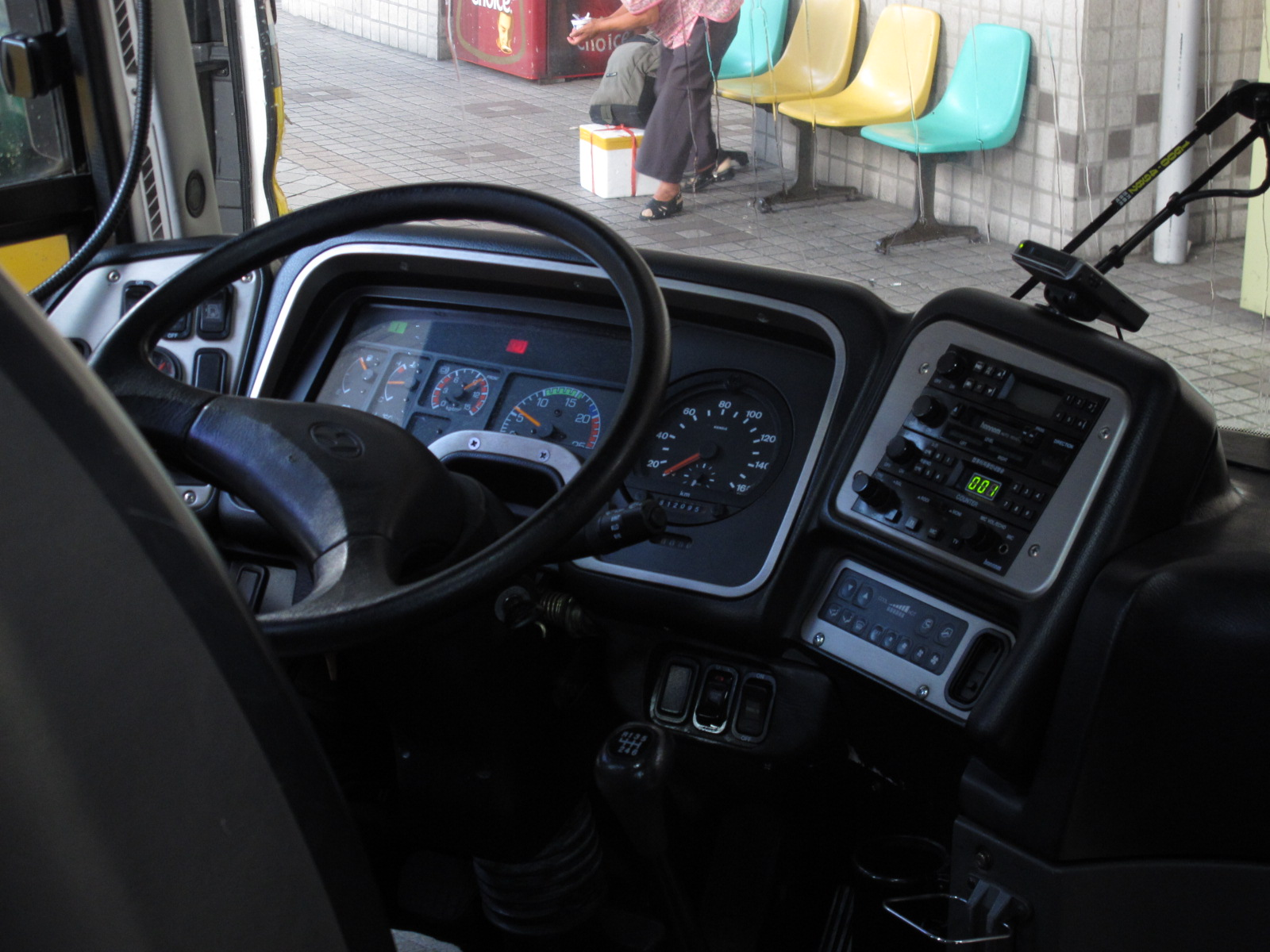
천일고속 에어로 퀸 하이클래스 운전석
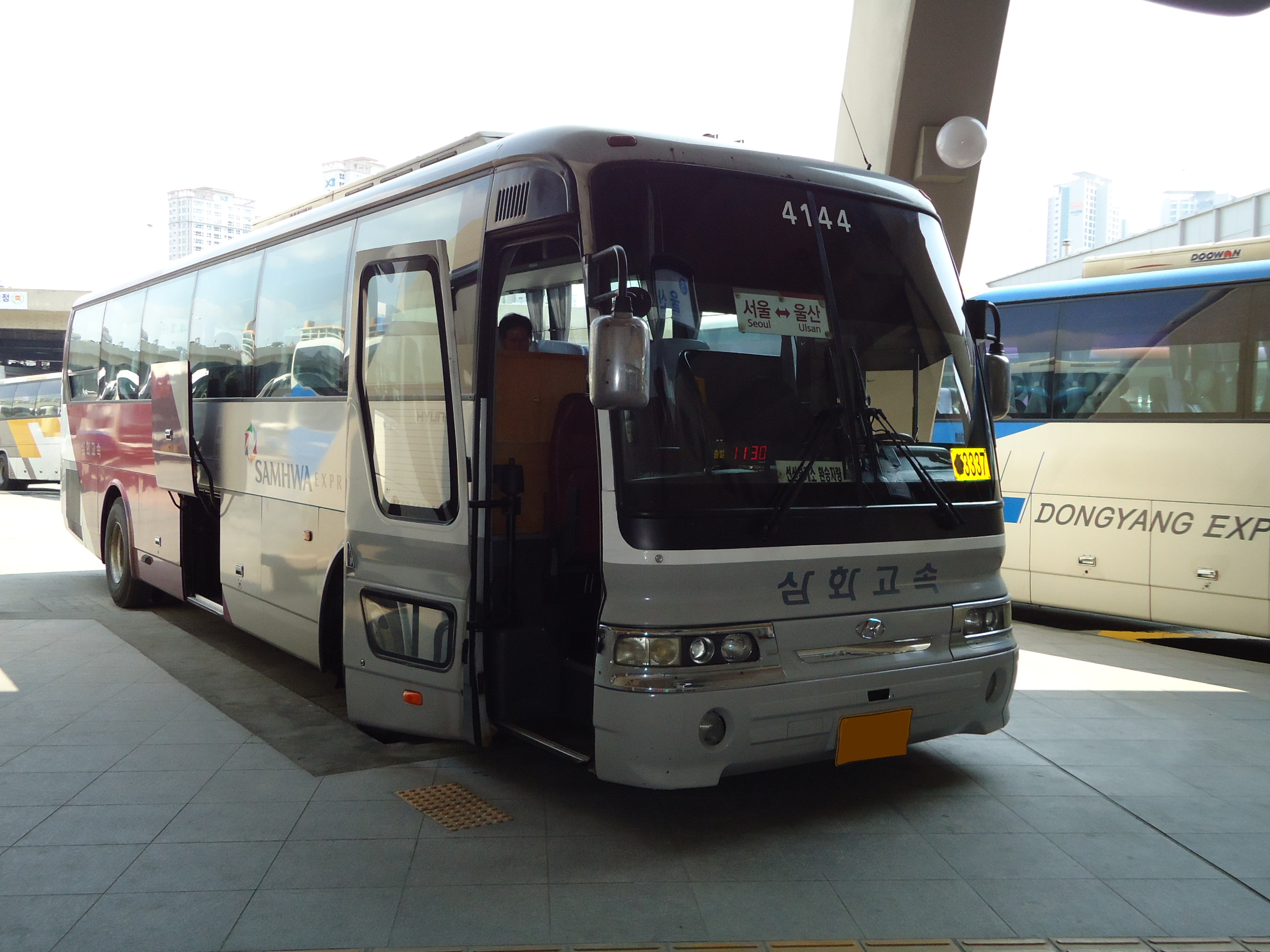
삼화고속 에어로 익스프레스 HSX
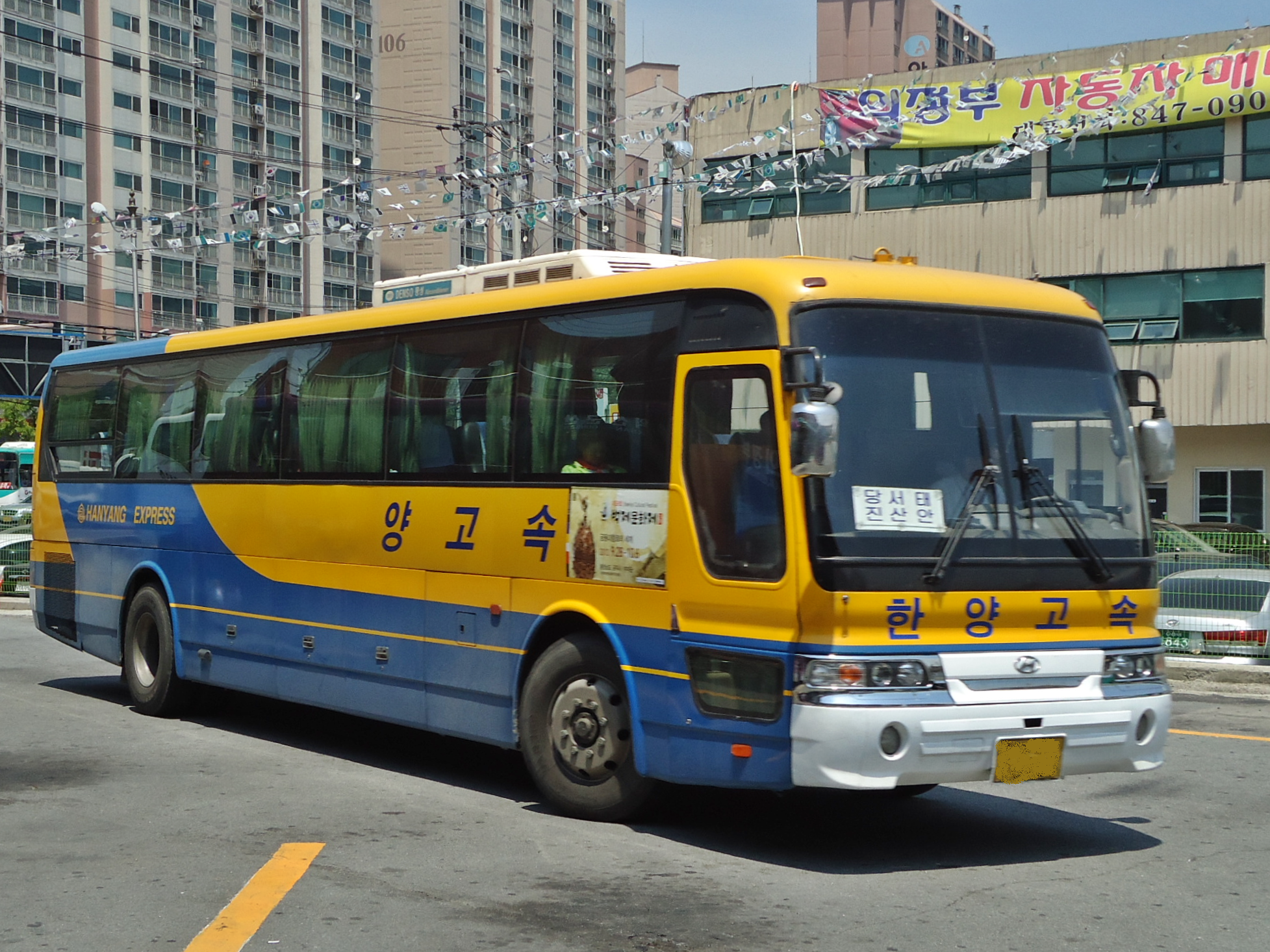
한양고속 에어로 익스프레스 LDX
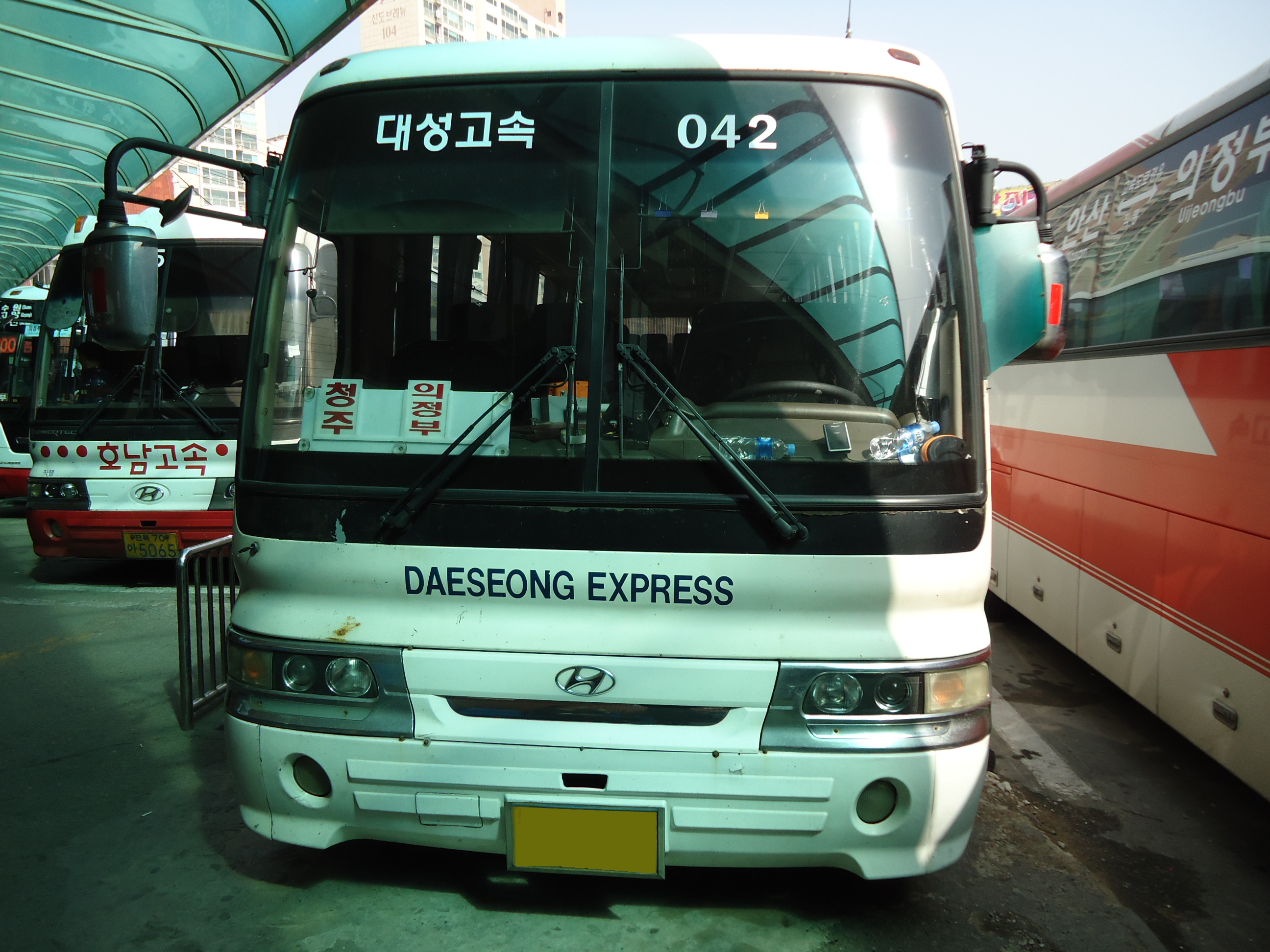
코리아와이드대성 에어로 스페이스 LS 2005년식
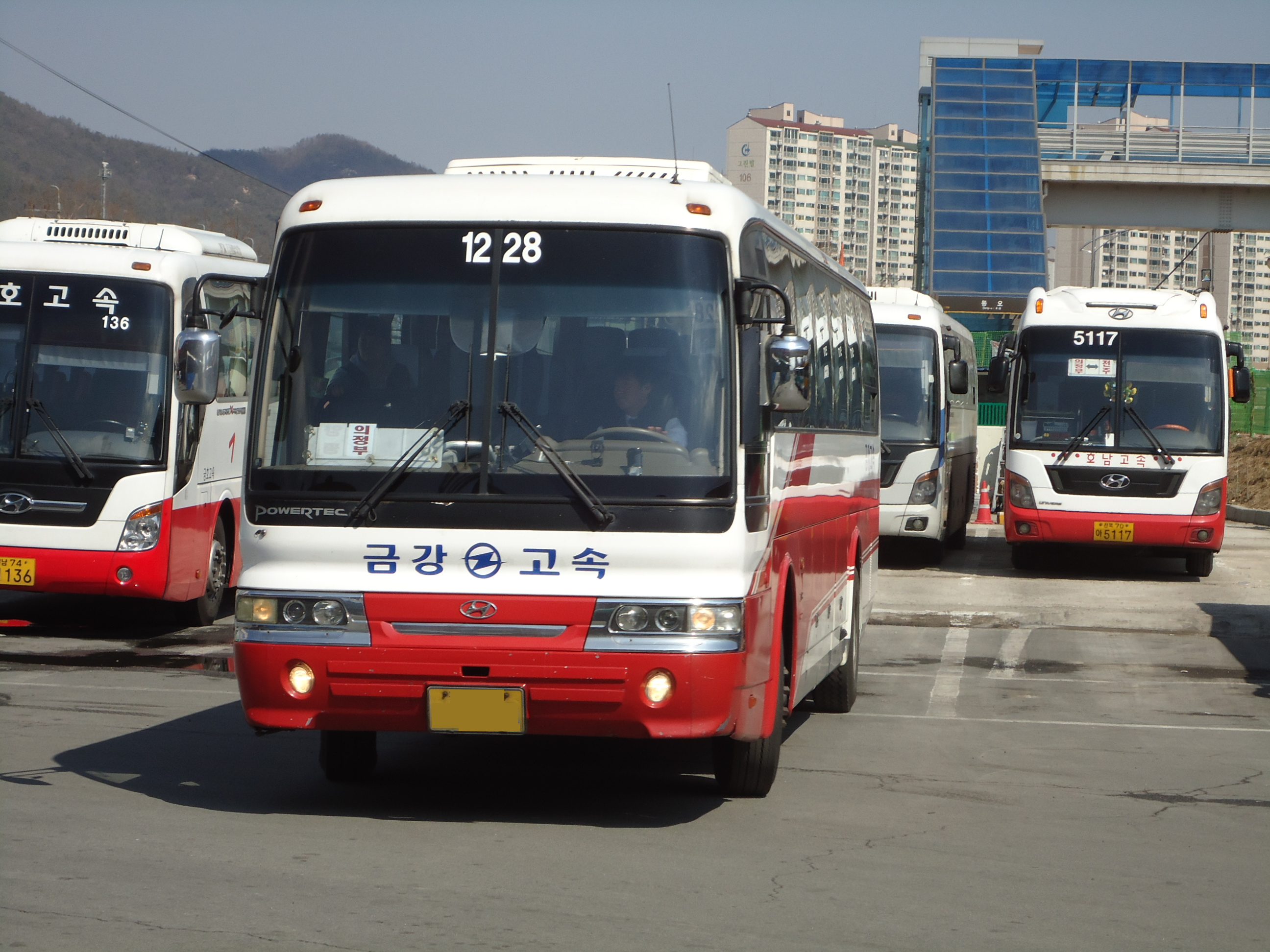
금강고속 에어로 스페이스 LS 2005년식
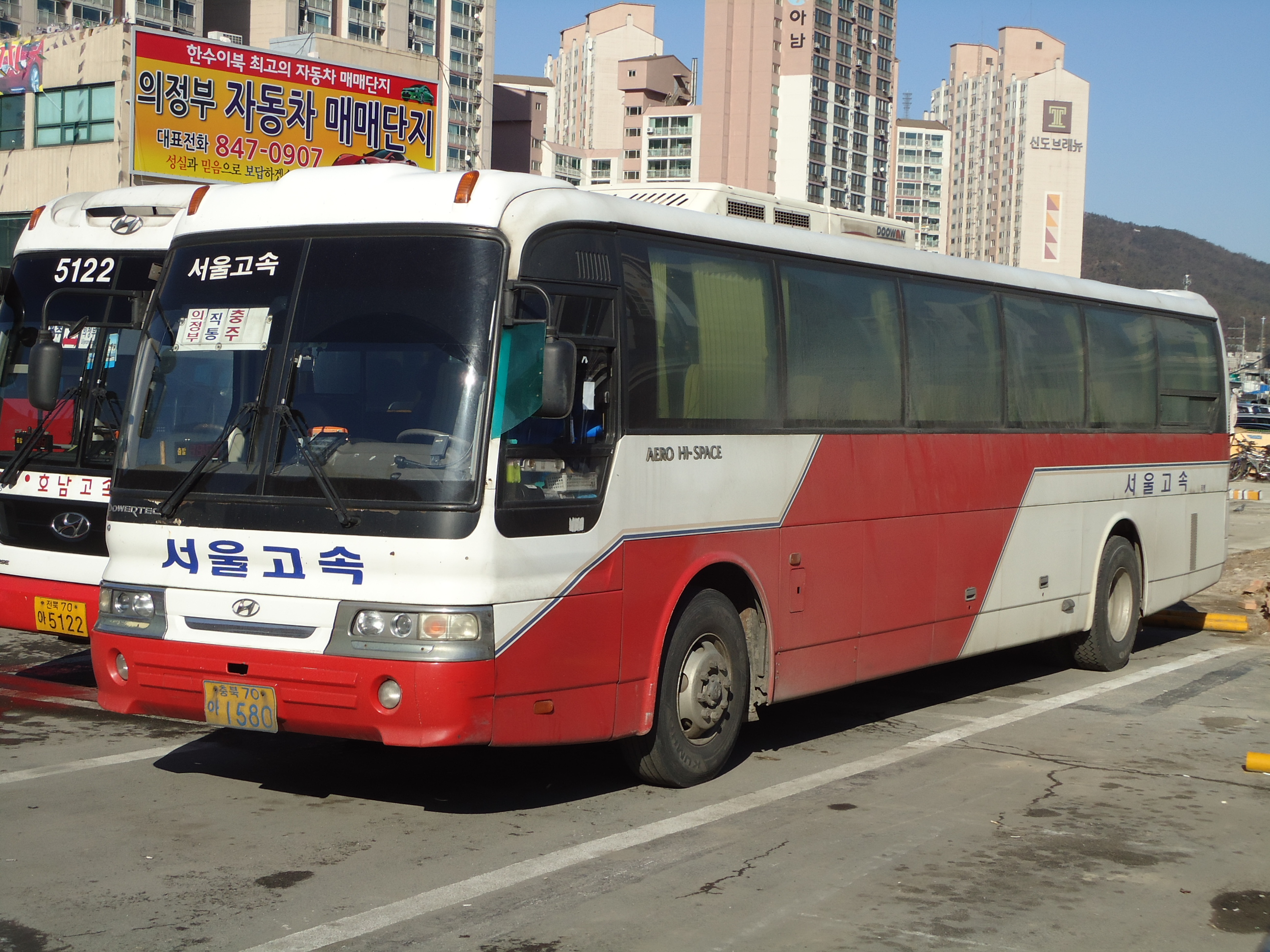
서울고속 에어로 하이 스페이스 2005년식
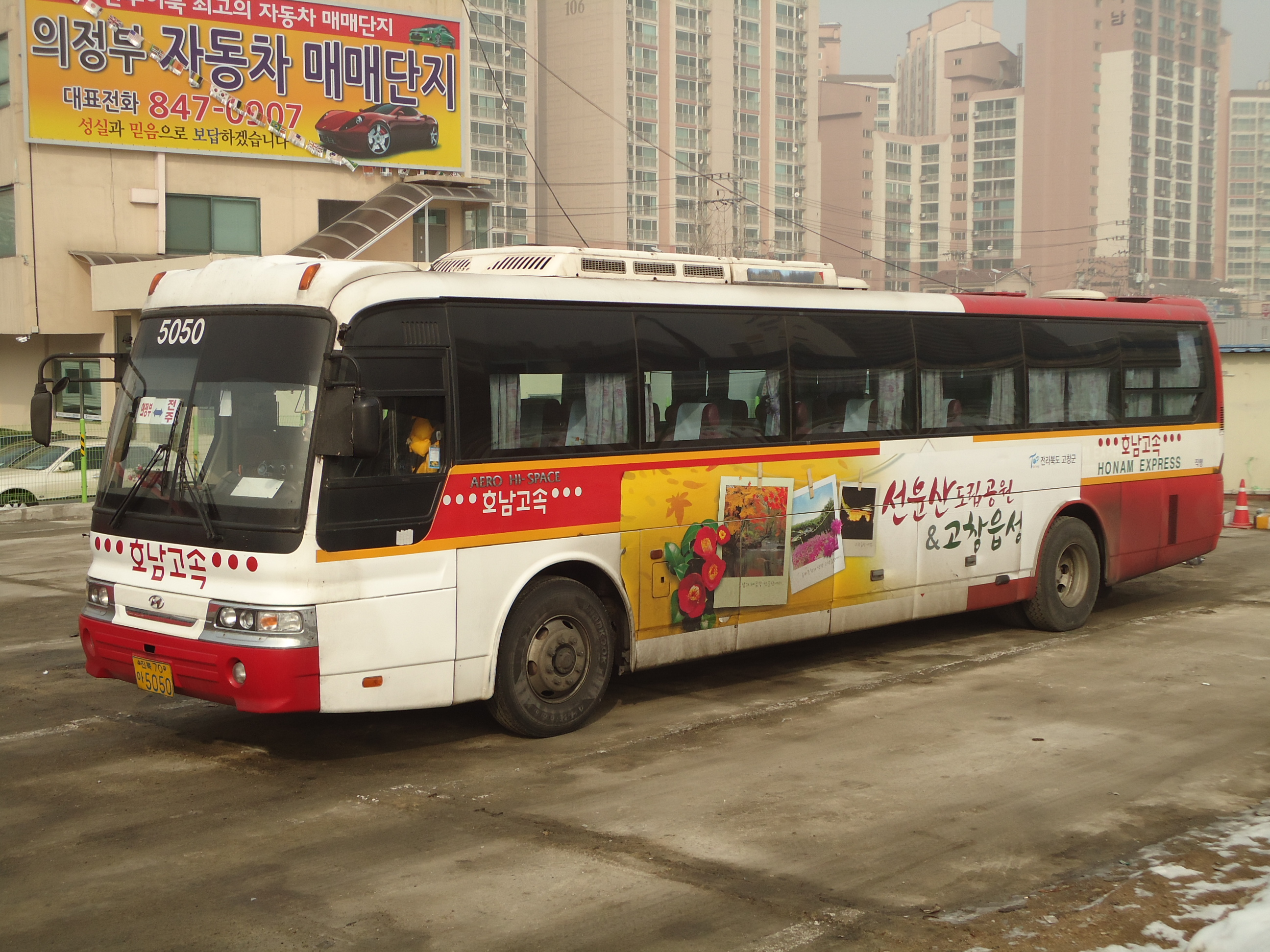
호남고속 에어로 하이 스페이스
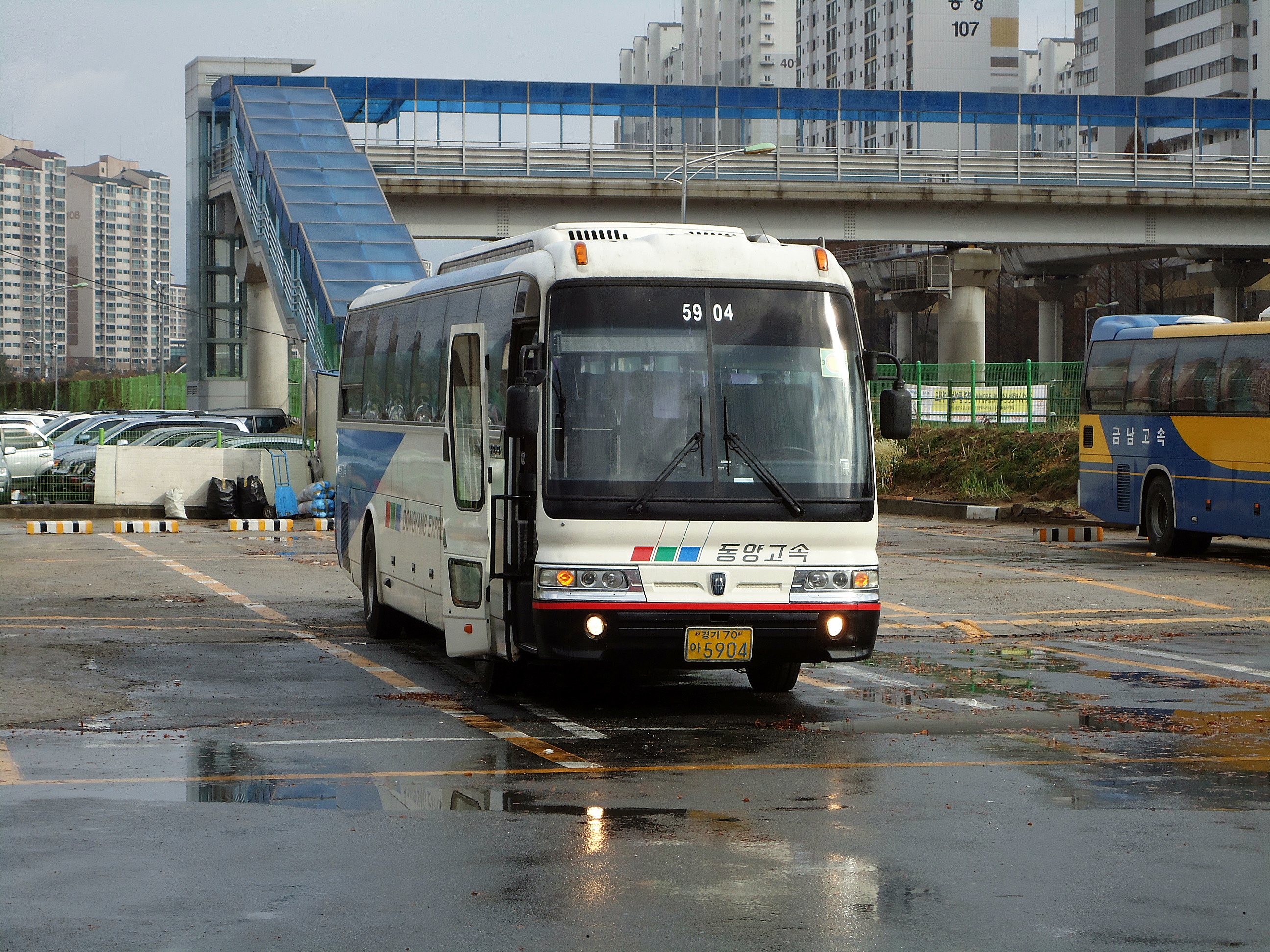
동양고속 뉴 에어로 퀸 하이 클래스(구. 한진고속 출신)
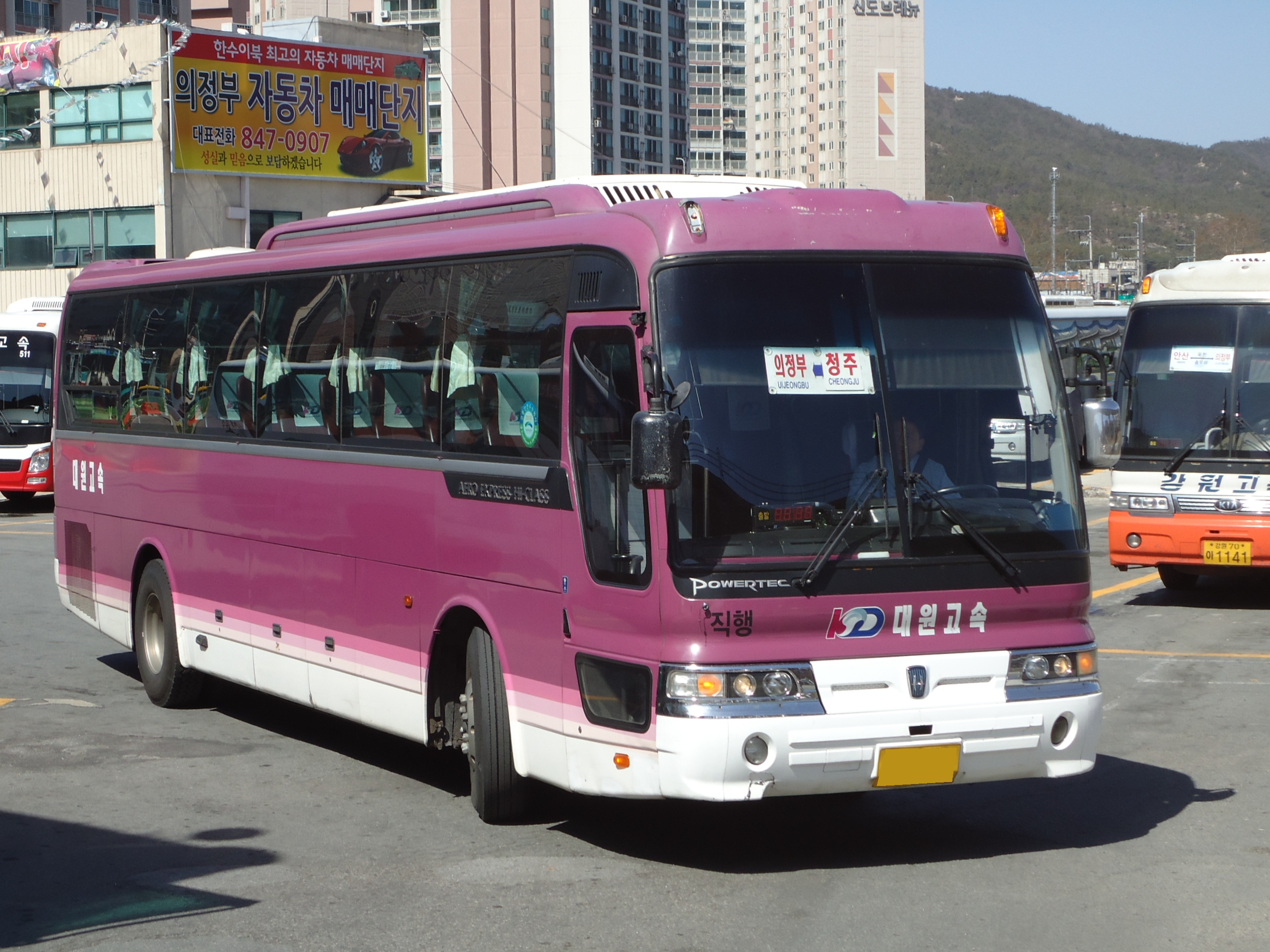
대원고속 뉴 에어로 익스프레스 하이 클래스 2006년식
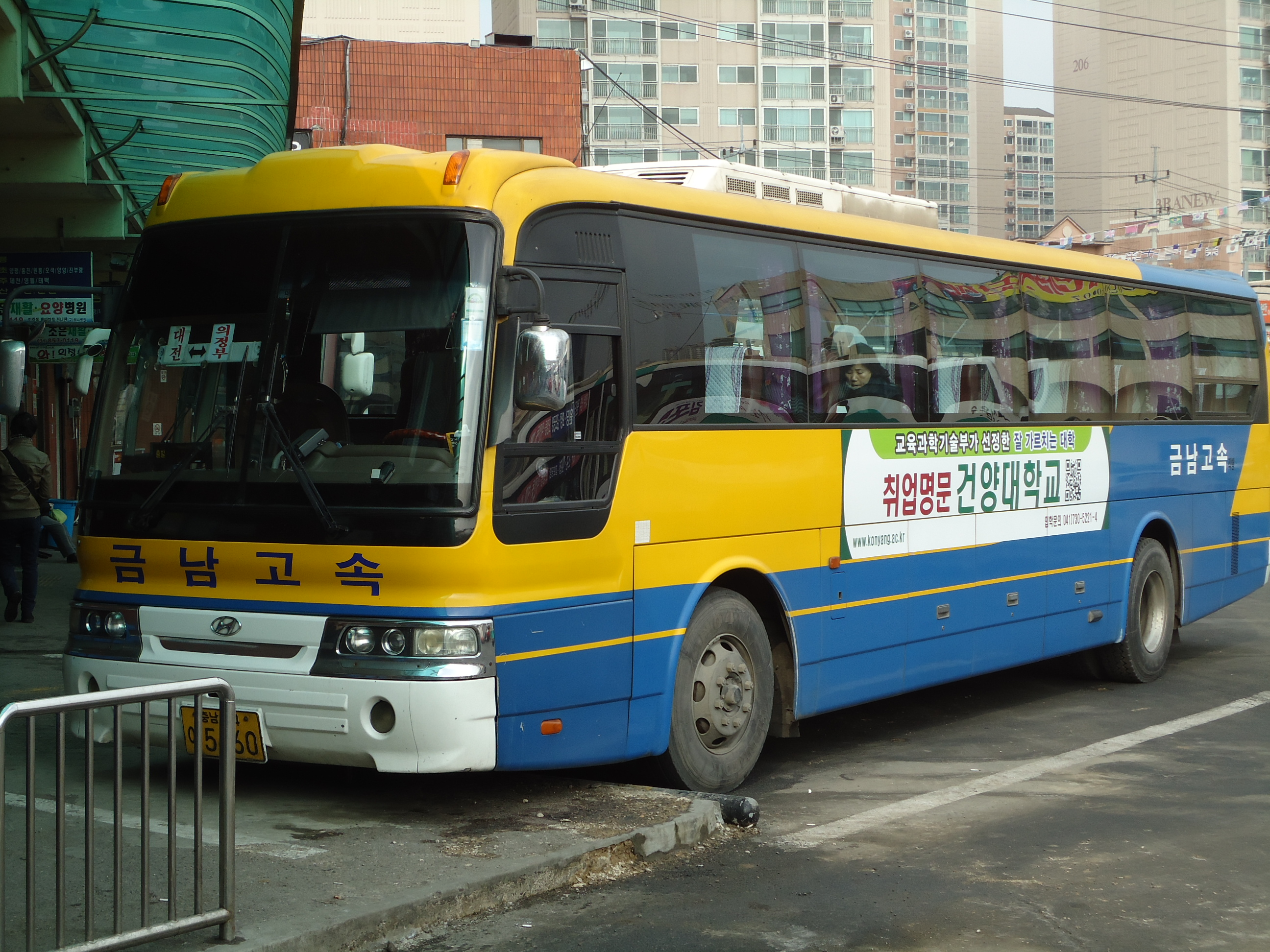
금남고속 에어로 스페이스 LS 2007년식
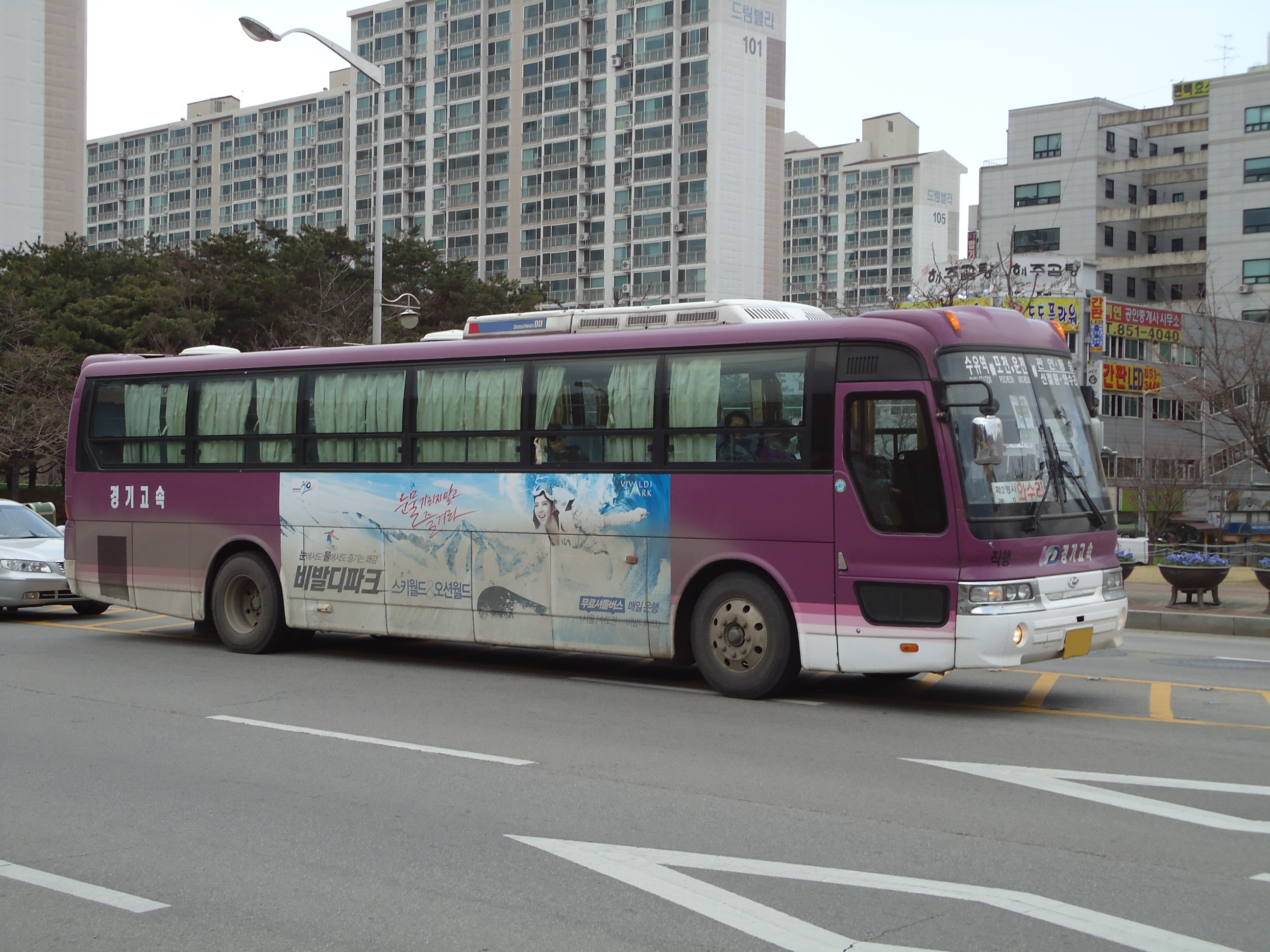
경기고속 3005번 에어로 스페이스 LS 천연가스버스
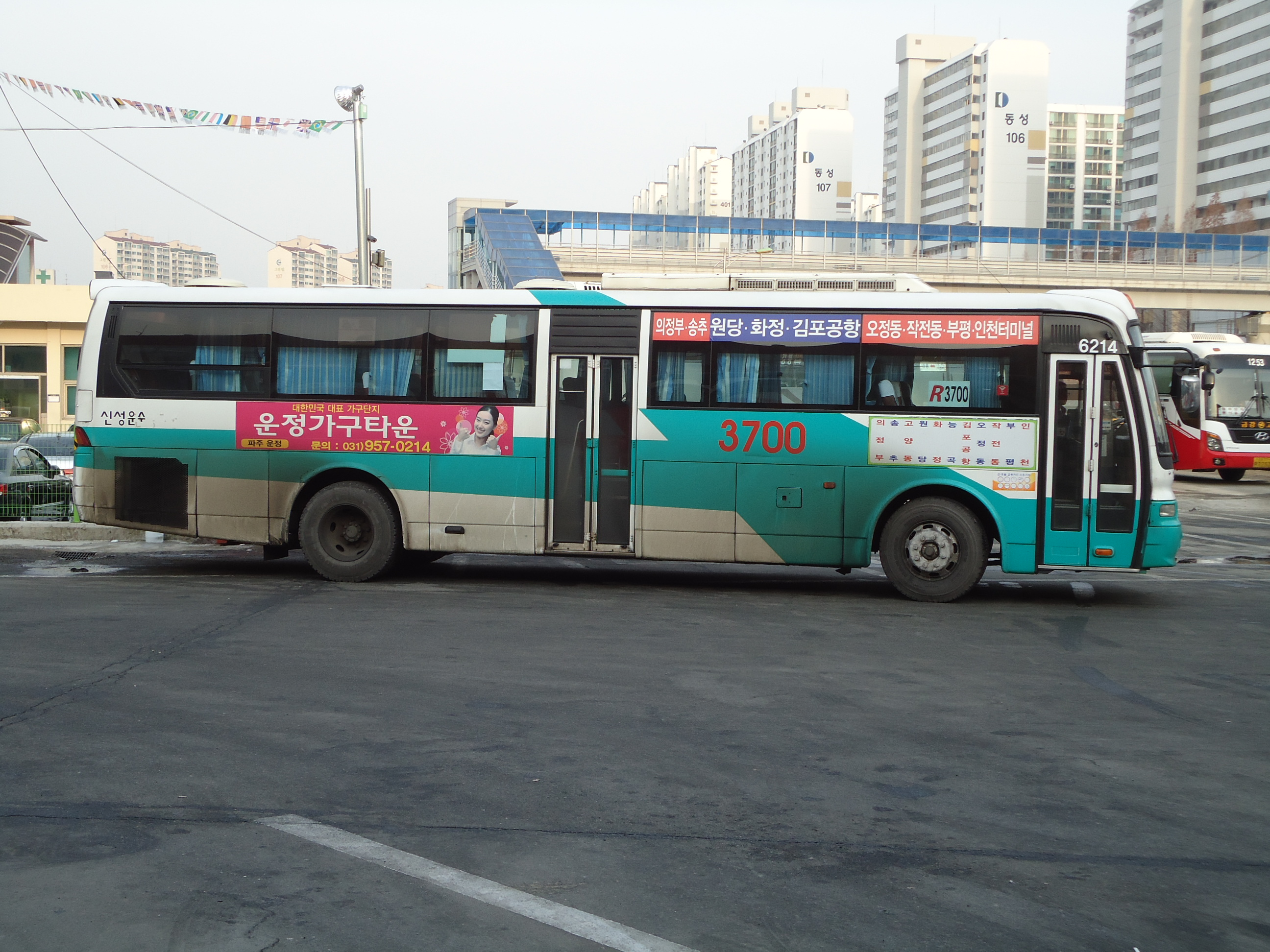
신성운수 R3700번 에어로 스페이스 LS 전중비형 2007년식
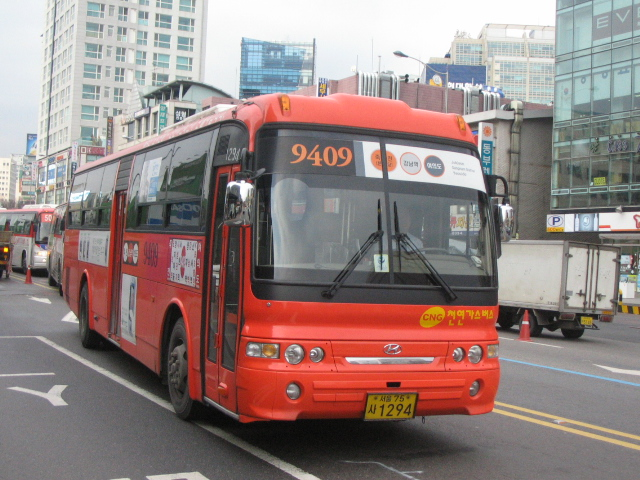
남성교통 소속 서울시내버스 9409번 에어로 스페이스 LS
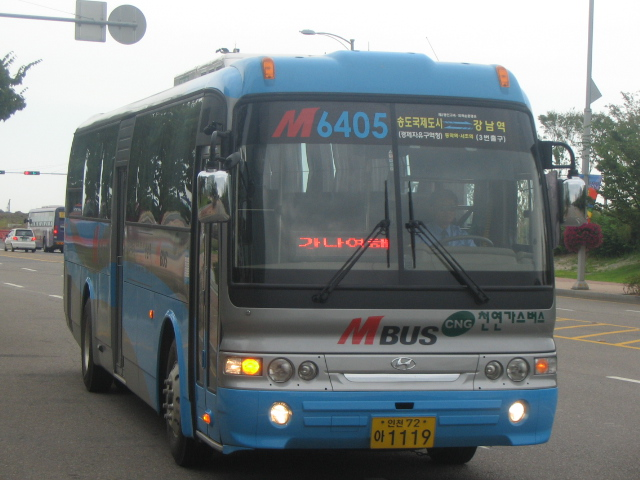
인강여객 소속 수도권 광역급행버스 M6405번 에어로 스페이스 LS
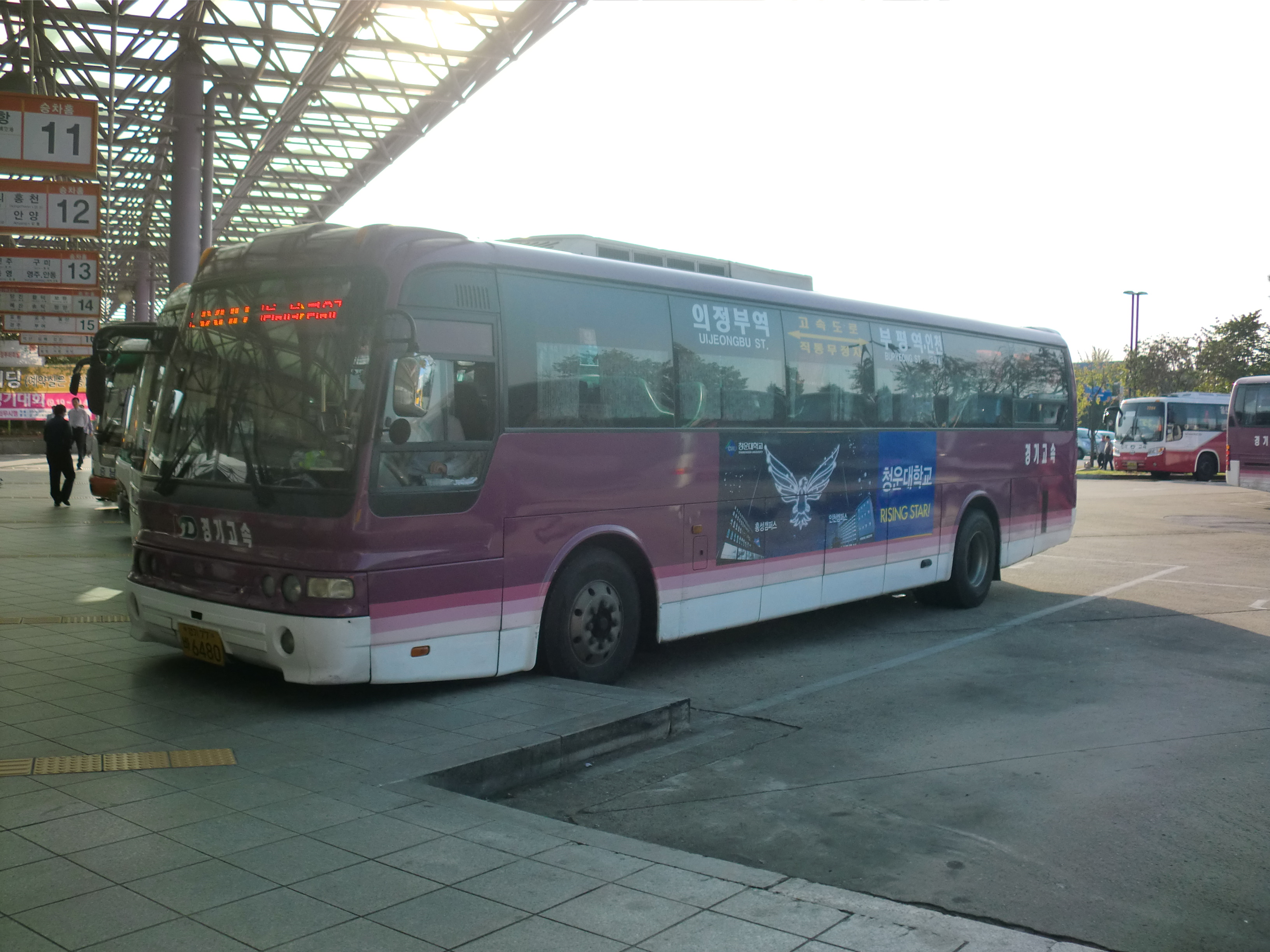
경기고속 소속 에어로 퀸
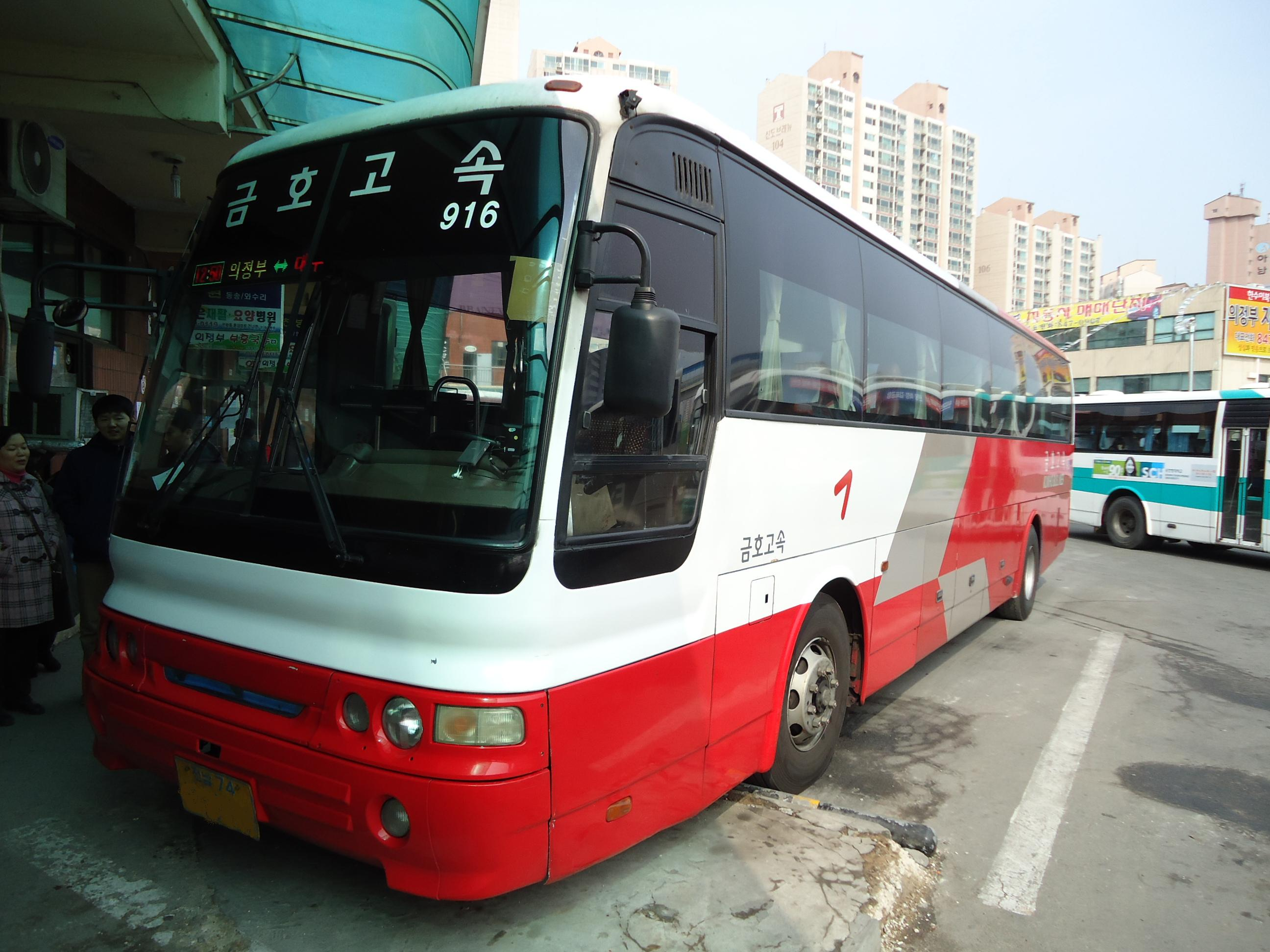
금호고속 aero queen

## 같이 보기
- 현대 에어로시티
- 대우 BH
- KGM 트랜스타
- 자일대우 BX
- 자일대우 FX
- 현대 유니버스
- 기아 그랜버드
- 미쓰비시후소 에어로 버스